# Liste des ponts de Lyon
Cet article dresse une liste des ponts (viaducs) et passerelles de Lyon sur le Rhône et la Saône, ordonnés d'amont en aval.

## Sur le Rhône

Plan des ponts sur le fleuve Rhône.

### Pont Raymond-Poincaré (1939-1989)

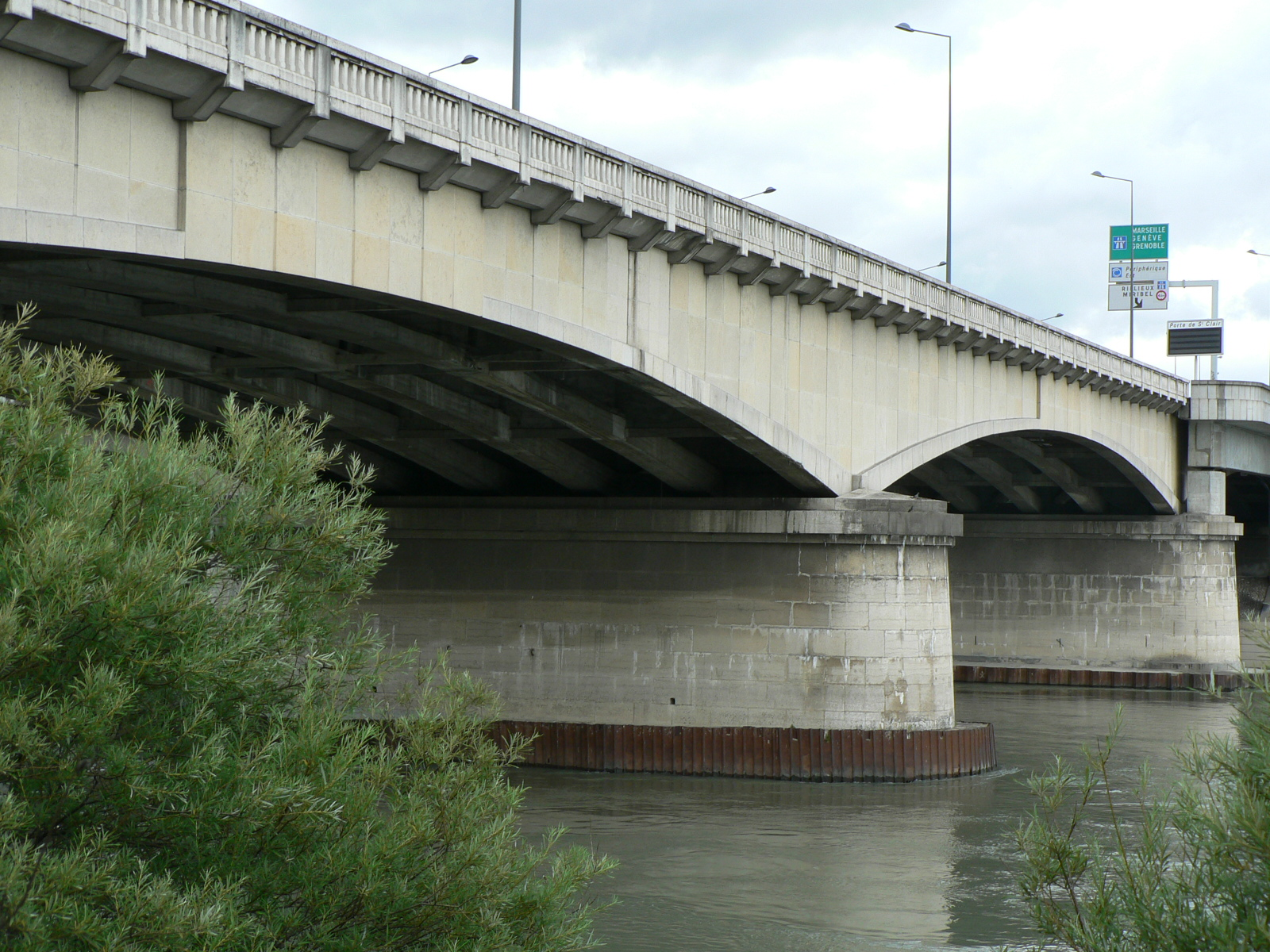
Le pont Raymond-Poincaré en 2008.

Le pont Raymond-Poincaré est compté parmi les ponts de Lyon même s'il est en fait en dehors de la limite de la ville : sur la rive droite, on se trouve à Caluire-et-Cuire, sur la rive gauche à Villeurbanne. Ce pont ne fut construit que tardivement, en liaison avec la mise en place du boulevard périphérique initié par le président du Conseil général Laurent Bonnevay, dont il porte aujourd'hui le nom. 
En 1937, on commença l'édification d'un ouvrage classique en béton reposant sur quatre piles. Dès le début, on le dédia à Raymond Poincaré, président de la République de 1913 à 1921, président du Conseil de 1926 à 1929, période pendant laquelle il doit dévaluer le franc, qui devient le franc Poincaré. 
Le 6 février 1939, il est baptisé pont Raymond-Poincaré. En 1940, les travaux du pont reprennent, mais le pont est détruit par l'offensive des forces allemandes. La guerre ralentit les travaux mais ceux-ci recommencent immédiatement jusqu'à la destruction totale des arches dynamitées par les Allemands avant leur retraite. 
Le pont est reconstruit en 1950. À la suite d'une inspection de contrôle, on découvre des fissures dans le béton du pont qui est fermé à la circulation. Les travaux reprennent et le pont est ouvert en 1954, mais 10 ans plus tard, des fissures apparaissent au-dessus des voies de chemin de fer. Il est remplacé par un pont provisoire en fer qui reste en place jusqu'à la réouverture du pont dans son état actuel en 1989. Plus récemment encore, on l'a élargi et modifié à ses deux extrémités pour le raccorder à l'échangeur du périphérique Nord et par un gigantesque giratoire au boulevard Laurent-Bonnevay. 
Il est encore aujourd'hui très fréquenté, mais le périphérique Nord, qui est gratuit dans le franchissement du Rhône, l'a soulagé d'une partie de son trafic.

### Viaduc ferroviaire de Saint-Clair (1857)

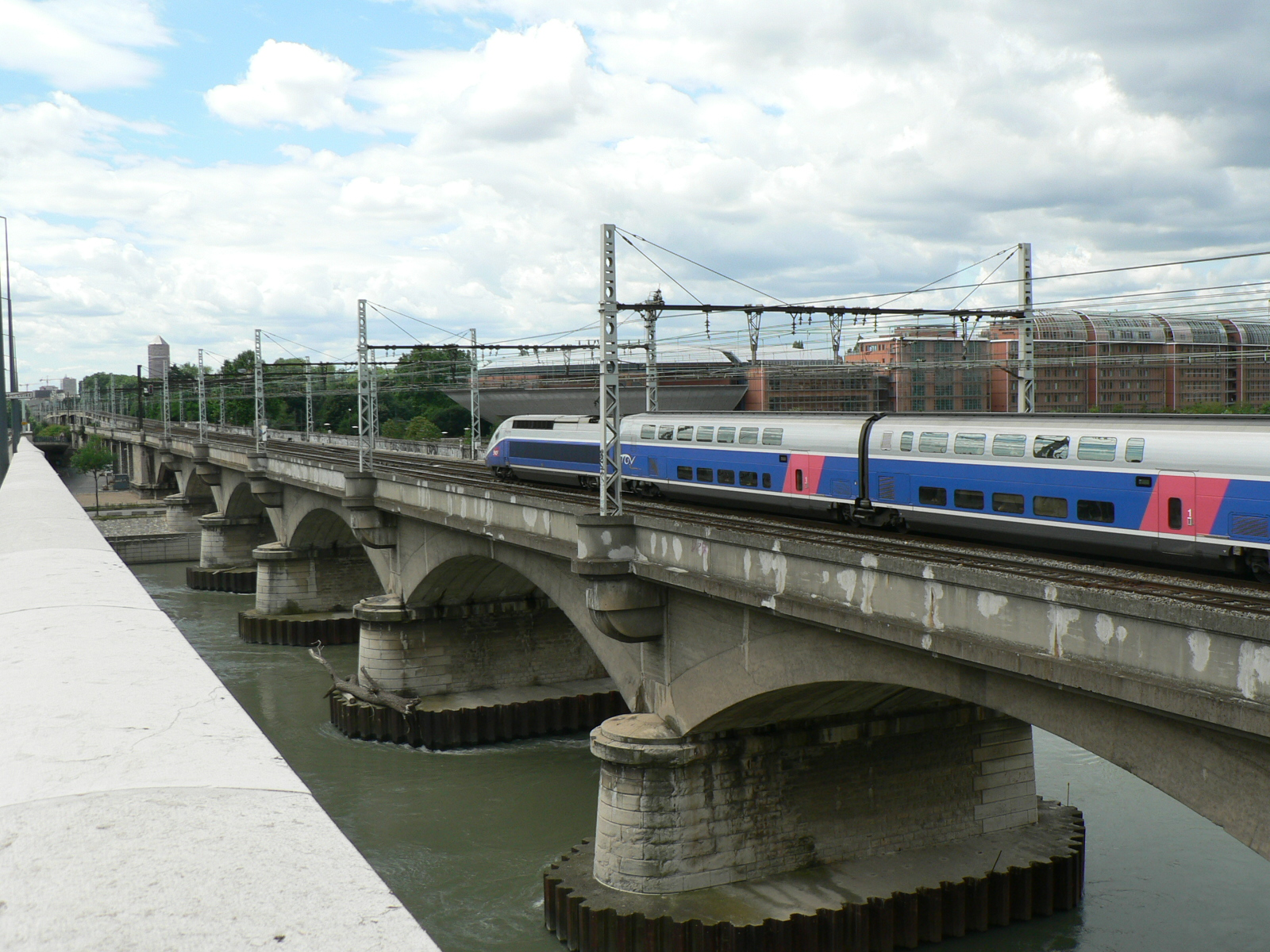
Le viaduc ferroviaire de Saint-Clair (1857) en 2008.

Le viaduc ferroviaire en fonte est construit de 1854 à 1857 pour supporter la ligne Lyon-Genève qui fusionne cette même année avec la PLM. Il permet le passage aujourd'hui, par le tunnel de Collonges, vers l'ouest de la France et vers Paris, puisque le TGV l'emprunte. Il se trouve à quelques mètres en parallèle du pont routier Raymond-Poincaré.
Les piles reposent toujours sur des pieux enfoncés dans le Rhône, et la construction de la Cité internationale de Lyon, qui a rétréci le lit et augmenté le niveau de l'eau, a été l'occasion d'une refonte, d'un renforcement complet de leurs bases protégées par des massifs de béton. En 1856, lorsque les travaux étaient très avancés, on les avait arrêtés car on soupçonnait le pont d'avoir fait barrage et augmenté le niveau de l'inondation. On obligea les constructeurs à remplacer l'extrémité occidentale de la digue qui limite le parc de la Tête d'or par plusieurs travées permettant le passage des eaux. Cette disposition est toujours très visible. 
Endommagé par les Allemands en 1944, il est totalement rouvert au trafic en 1946.

### Passerelle de la Paix (2014)

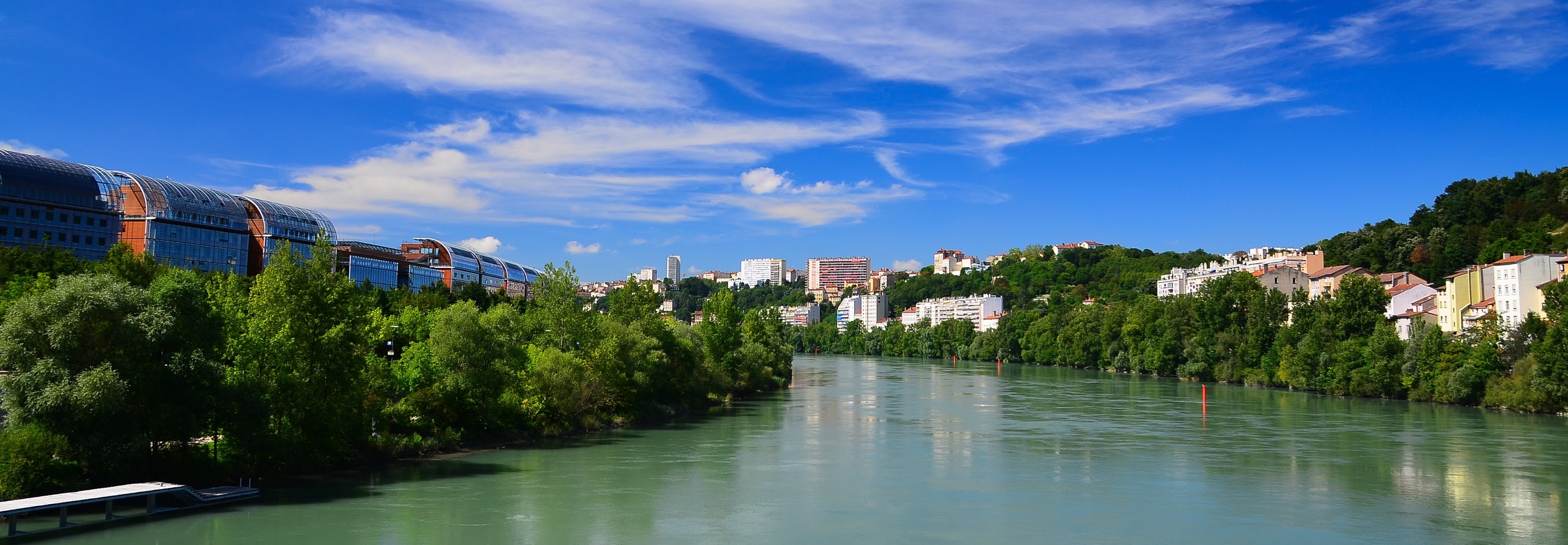
Vue depuis la passerelle de la Paix

Le Grand Lyon construit une passerelle entre la Cité internationale et la place basse Henri Demoncy du parc de Saint-Clair (commune de Caluire-et-Cuire). Le premier projet, conçu en 1994, n'a pas été réalisé à cause d'un différend juridique avec l'un des candidats à la maîtrise d'œuvre. Un nouveau projet, conçu par l'architecte autrichien Dietmar Feichtinger, a été relancé en 2009. Les travaux de cette passerelle longue de 220 m ont débuté en 2012 pour être achevés en 2014. La construction a été confiée à l'entreprise Suisse ZM et le études d'exécution au bureau d'études Suisse T-Ingénierie qui aura la délicate tâche d'étudier le comportement dynamique de cet ouvrage élancé et de le préserver des phénomènes d'instabilité élastique. La passerelle est nommée « passerelle de la paix » par décision du conseil municipal du 22 octobre 2012. 

### Pont Winston-Churchill (1982)

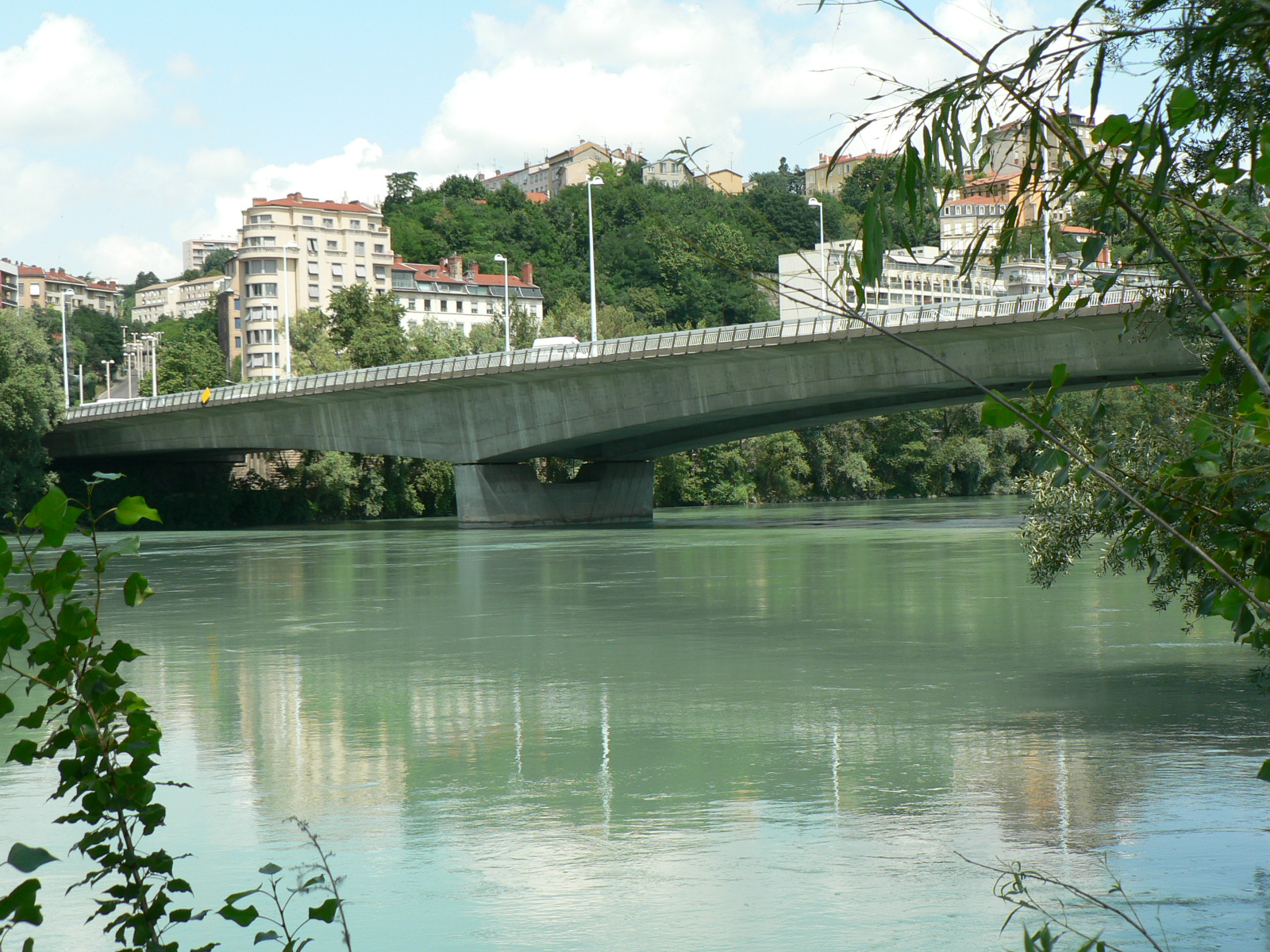
Pont Winston-Churchill en 2008.

En 1862, le maréchal de Castellane fait construire un pont constitué de bateaux afin de relier le Grand-Camp (La Doua) au camp de Sathonay. Ce pont volant est remplacé par une passerelle métallique qui est emportée en 1874. 
En 1899, un nouveau pont métallique est conçu par l'ingénieur Ernest Fabrègues. Il a une silhouette inhabituelle pour les lyonnais car il est suspendu à trois doubles arches aériennes, reposant sur deux culées et deux piles intermédiaires. Victor Augagneur maire à l'époque ne l'inaugure pas tant l'ouvrage est critiqué par ses concitoyens ; les lyonnais lui prêtent le nom de pont de la Boucle, en raison de la grande courbe que décrit le Rhône contre les balmes de Caluire. Il est long de 280 m, avec une largeur faible de 10,80 m pour seulement 5,40 m de chaussée, encadrée par deux trottoirs de 2,70 m. Cette étroitesse provoque d'incessants embouteillages.
L'arche en rive droite est détruite par l'armée allemande en septembre 1944. Reconstruit, l'ouvrage rouvre en 1946. Un jour, le maire, Louis Pradel, s'aperçoit que cet ouvrage n'a jamais été baptisé ; il le baptise donc du nom de Winston Churchill le 28 janvier 1966.
Très gênant pour la circulation d'une part, fortement corrodé d'autre part, il est remplacé par un pont en béton précontraint à trois travées construit par encorbellements successifs sous la maîtrise d'œuvre de Gilbert Lamboley. Il est inauguré en janvier 1983 par le maire Francisque Collomb.

### Pont Saint-Clair (1846-1952)
Un premier pont, le pont Égyptien, est jeté sur le Rhône en 1846. Son nom vient des huit colonnes égyptiennes qui supportent les câbles du pont. Il est long de 200 m, avec une chaussée de 4,80 m encadrée par deux trottoirs de 1,10 m. Cet ouvrage d'art est emporté par un moulin lors d'une crue en 1854. 
Le pont rouvre au public le 30 mars 1856. Construit dans un style plus sobre, il est aussi légèrement plus étroit : 4,90 m de chaussée et deux trottoirs de 90 cm. Appelé pont Saint-Clair (attesté en 1875), il est renommé pont Vaïsse le 21 décembre 1931 en hommage à Claude-Marius Vaïsse.  

### Pont de Lattre-de-Tassigny (1956)

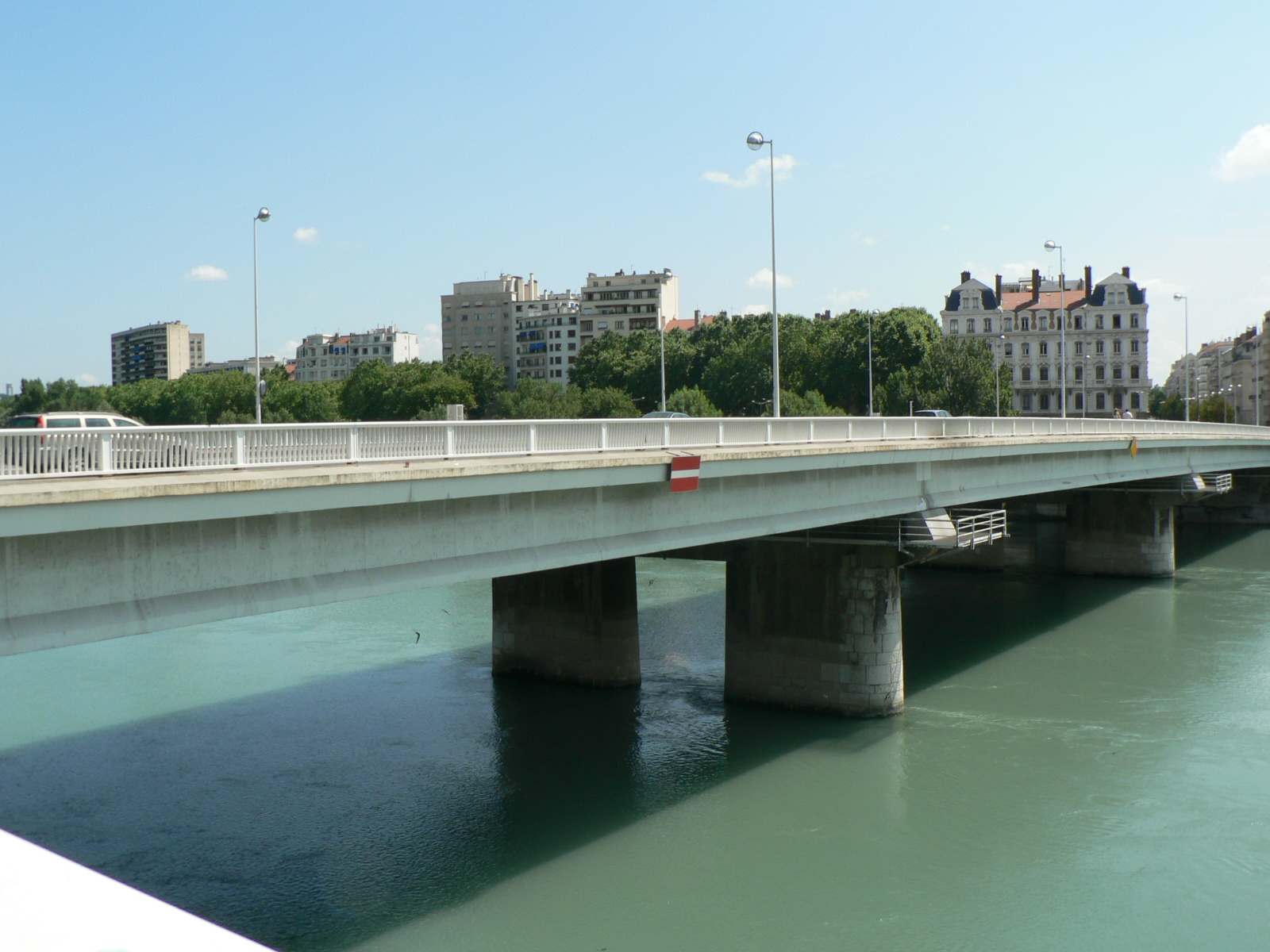
Pont de Lattre-de-Tassigny en 2008.

En 1952, le percement du tunnel de la Croix-Rousse est achevé ; on détruit alors le pont Vaïsse en 1953 et on reconstruit en 1956 un peu plus en aval dans l'alignement du tunnel un nouveau pont nommé en hommage à Jean de Lattre de Tassigny. Ce pont en béton est long de 150 m et large de 25 m (chaussée de 20 m et trottoirs de 2,50 m).

### Pont Morand (1976)

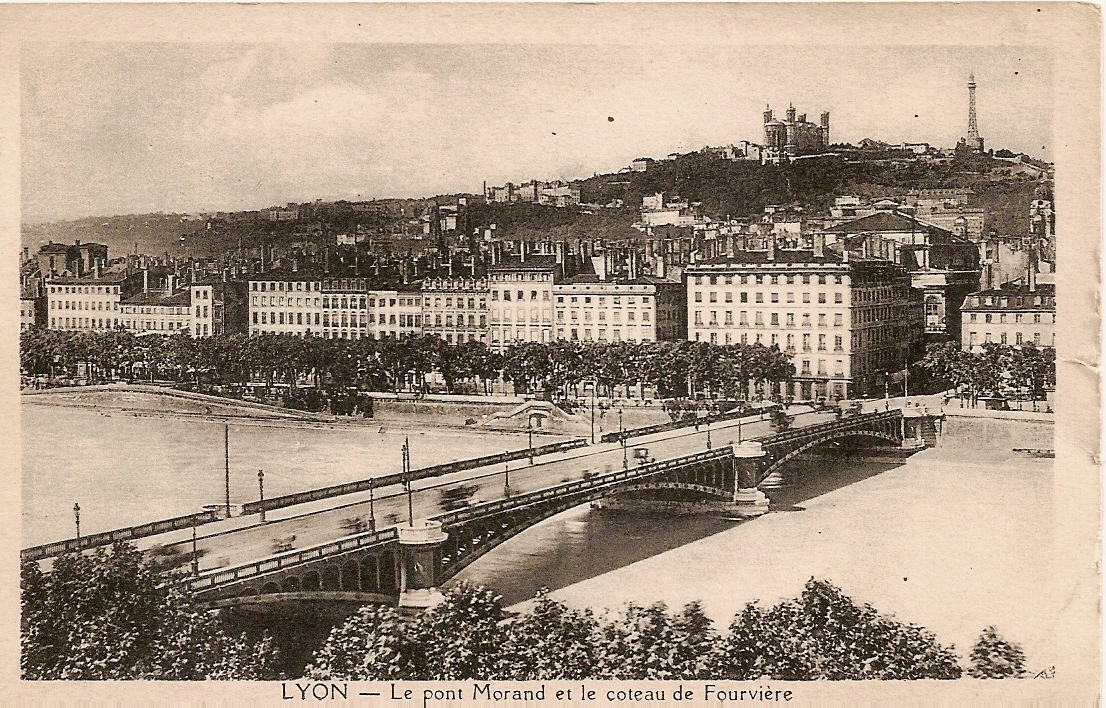
Pont Morand vers 1900.

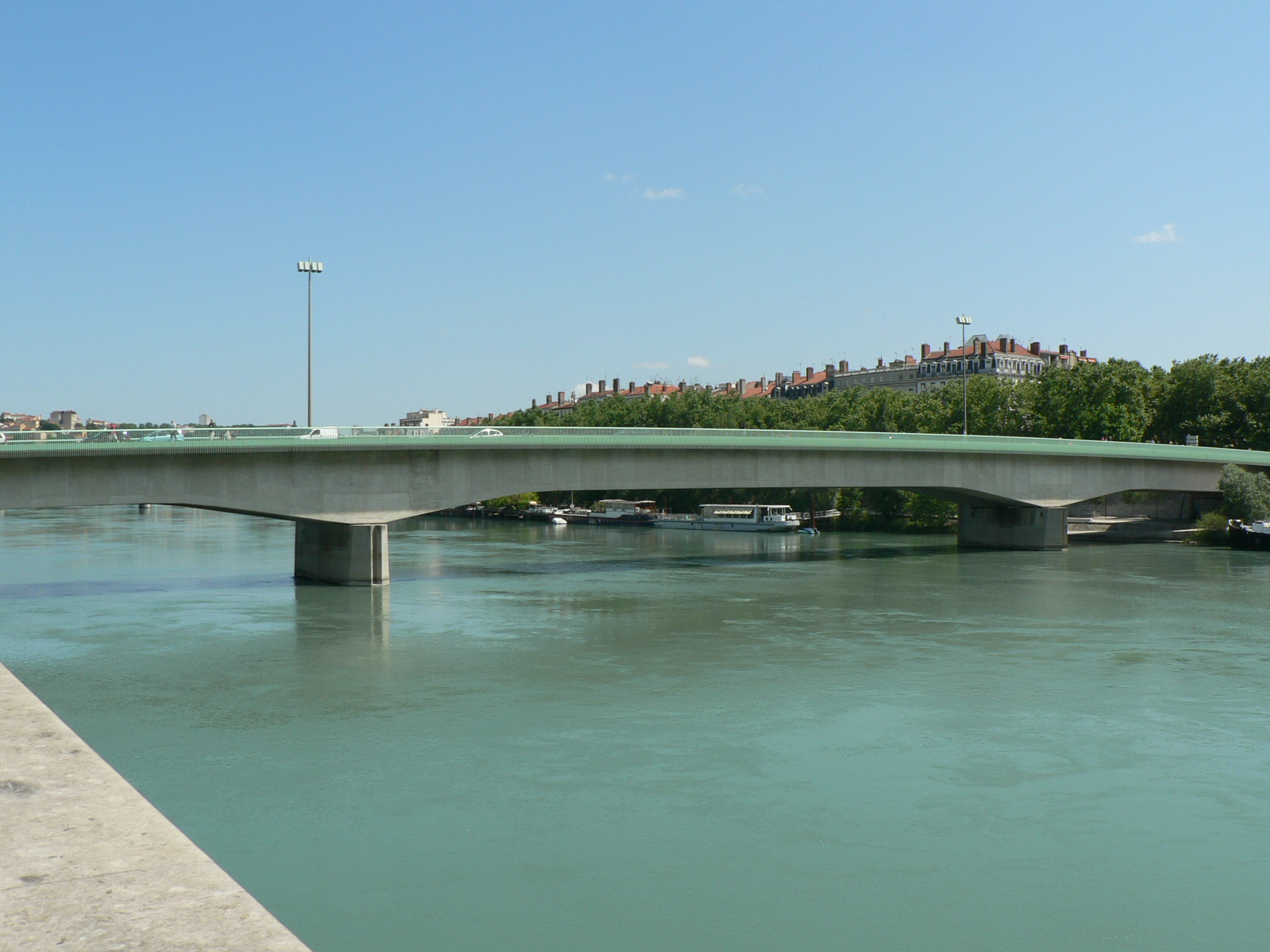
Pont Morand (2009).

Construit à l'origine en bois, par l'architecte urbaniste Jean-Antoine Morand de Jouffrey, en 1774, c'est le deuxième plus ancien des ponts sur le Rhône. Il est long de 208 m et large de 12 m. Il a porté plusieurs noms : pont Saint-Clair, pont Rouge ou de Bois à l'origine, pont Affranchi en 1793, pont des Victoires en 1794, puis pont Morand (attesté en 1810). En 1825, le pont s'écroule ; il est alors remplacé par un pont volant pendant sa reconstruction. En 1854, il résiste à la crue qui emporte le pont Saint-Clair qui vient heurter ses piles et bloquer les eaux. 
Mais dans les années 1880, le pont vétuste menace de tomber en ruine et doit être limité à la circulation. Dans les années 1890, il est remplacé par un pont à structure métallique reposant sur des piles de maçonnerie. Il est long de 214,50 m, avec une chaussée de 11 m et deux trottoirs de 4,50 m. L'arche centrale est détruite par les Allemands en 1944. Le 3 février 1945, un pont provisoire en bois, le pont du Bâtiment, est ouvert pour permettre la circulation pendant les travaux de reconstruction du pont Morand. Il est constitué d'un tablier de 205 m reposant sur dix piles sur pilotis. Le pont définitif est rouvert le 3 avril 1948. 
Il est démoli à son tour en 1974 dans le cadre des travaux du métro. En 1976, le pont actuel en béton précontraint long de 187 m est inauguré. Il permet au métro de circuler à l'intérieur du tablier, tandis que les automobiles et les piétons sont en surface sur une chaussée de 15,50 m de large et deux trottoirs de 2 m. Conçu à l'origine comme le premier de deux ponts jumeaux, il est dans l'alignement du projet de la percée Morand-Martinière, à la différence des ponts précédents, qui étaient dans l'alignement du cours Franklin-Roosevelt (ancien cours Morand). Ce projet ayant été abandonné, le deuxième pont Morand n'a jamais été construit.

### Passerelle du Collège (1844)

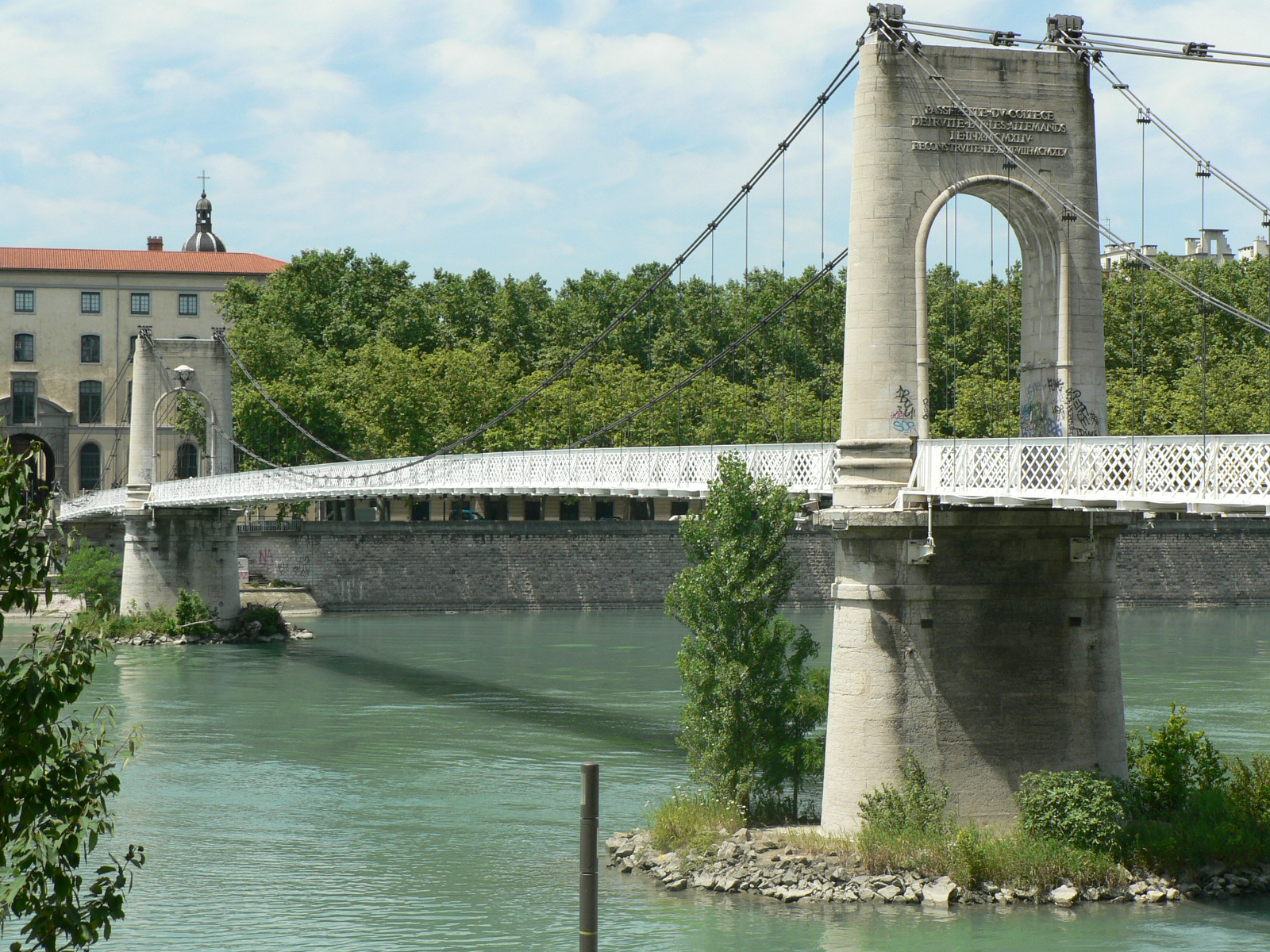
Passerelle du Collège.

Cette passerelle suspendue tire son nom du Lycée Ampère car elle débouche rive droite sur le passage Ménétrier inclus dans le collège du même nom, autrefois appelé le Grand Collège sous l'Ancien Régime - le Petit Collège étant sur la place du même nom dans le Vieux-Lyon. 
Elle fut construite sur la pression des habitants de la rive gauche qui ne disposaient pas de lycée public (celui de jeunes filles n'apparut qu'à la fin du XIXe siècle et celui du Parc qu'après la guerre de 1914) ; la passerelle permettait aux élèves de ne pas faire le détour par les ponts Morand ou Lafayette et de traverser en sécurité. 
La compagnie des ponts du Rhône est mise en demeure en 1842 et est obligée à la réalisation ; un projet est approuvé dès le mois de juillet. La passerelle en "fils de fer" repose toujours sur trois piles, dont les enrochements sont renouvelés de temps à autre, et comporte trois travées de 96 m au centre et de 42,5 m sur les côtés dont la largeur est de 4 m. 
La construction fut marquée par un accident tragique : les travaux étaient presque achevés, lorsque le 7 décembre 1844 un boulon retenant un câble dans sa gaine se cassa. La passerelle s'écroula et 8 ouvriers se noyèrent. Les travaux reprirent immédiatement et on put circuler sur l'ouvrage le 3 septembre 1845. 
La passerelle est en partie détruite en 1944, une des piles est reconstruite quasiment à l'identique en pierres appareillées (celle du milieu porte une inscription commémorative). La passerelle est enfin ouverte au public le 3 septembre 1945. Depuis lors, ce passage pour piétons du quai Jean-Moulin au quai Général-Sarrail est très fréquenté.

### Pont Lafayette (1890)
C'est le troisième plus ancien pont sur le Rhône. En 1826, est construit un premier pont, le pont Charles-X ou pont du Concert à partir de 1828. Long de 214 m et large de 13 m, il est constitué d'une charpente en bois reposant sur des culées et des piles en maçonnerie. 
Le 5 septembre 1829, Lafayette fait une entrée triomphale dans Lyon en empruntant le pont qui est rebaptisé en son honneur le 19 septembre 1830. Il est emporté par des crues en 1840, puis en 1856. 
Trop vétuste, il est remplacé en 1890 par le  pont actuel, à structure métallique reposant sur des piles en pierres de Porcieu-Amblagnieu. L'arche centrale, détruite en septembre 1944, est reconstruite et le pont rouvre en 1946.

Le pont Lafayette
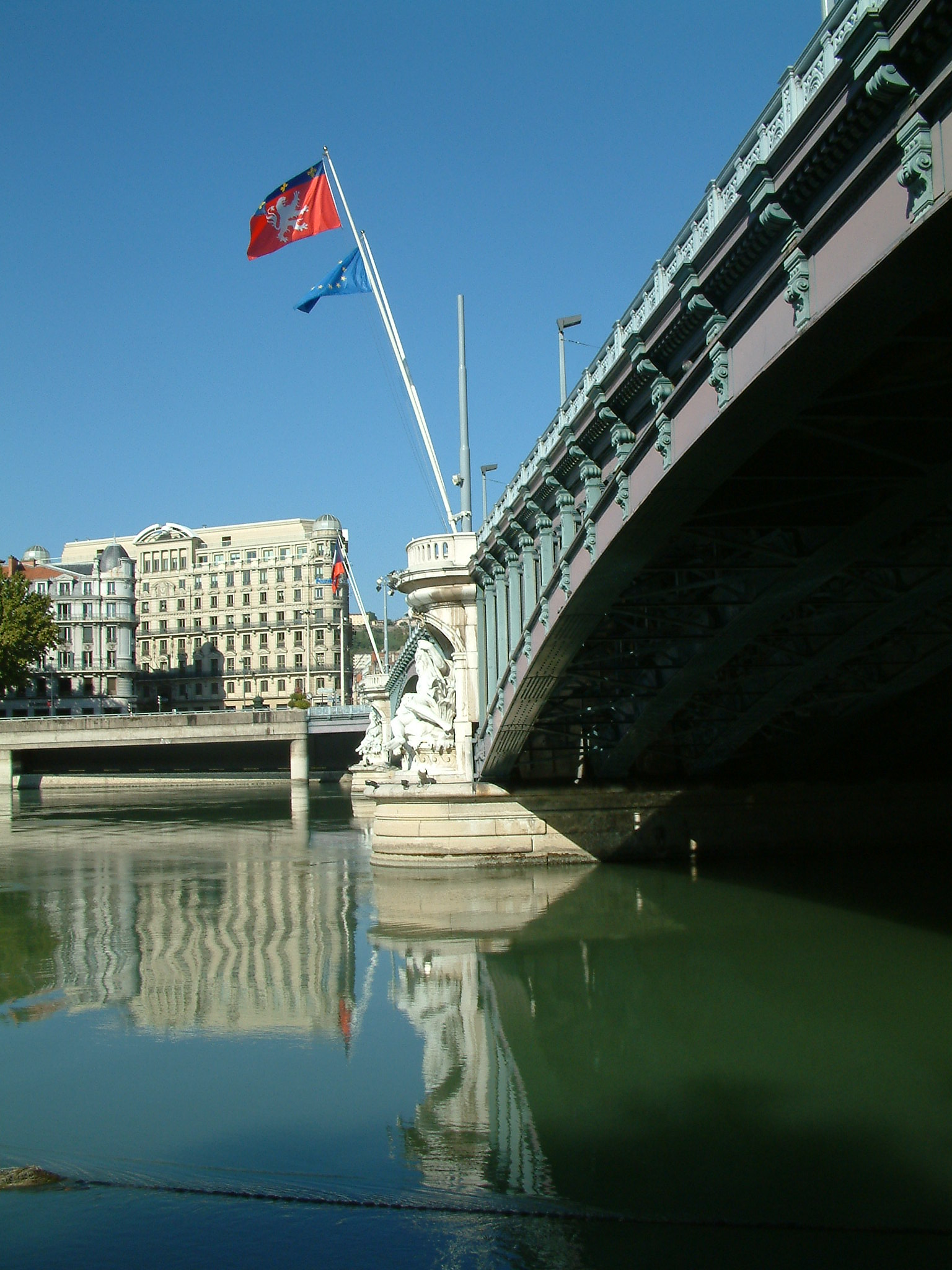
Vue depuis la berge en rive gauche, côté aval
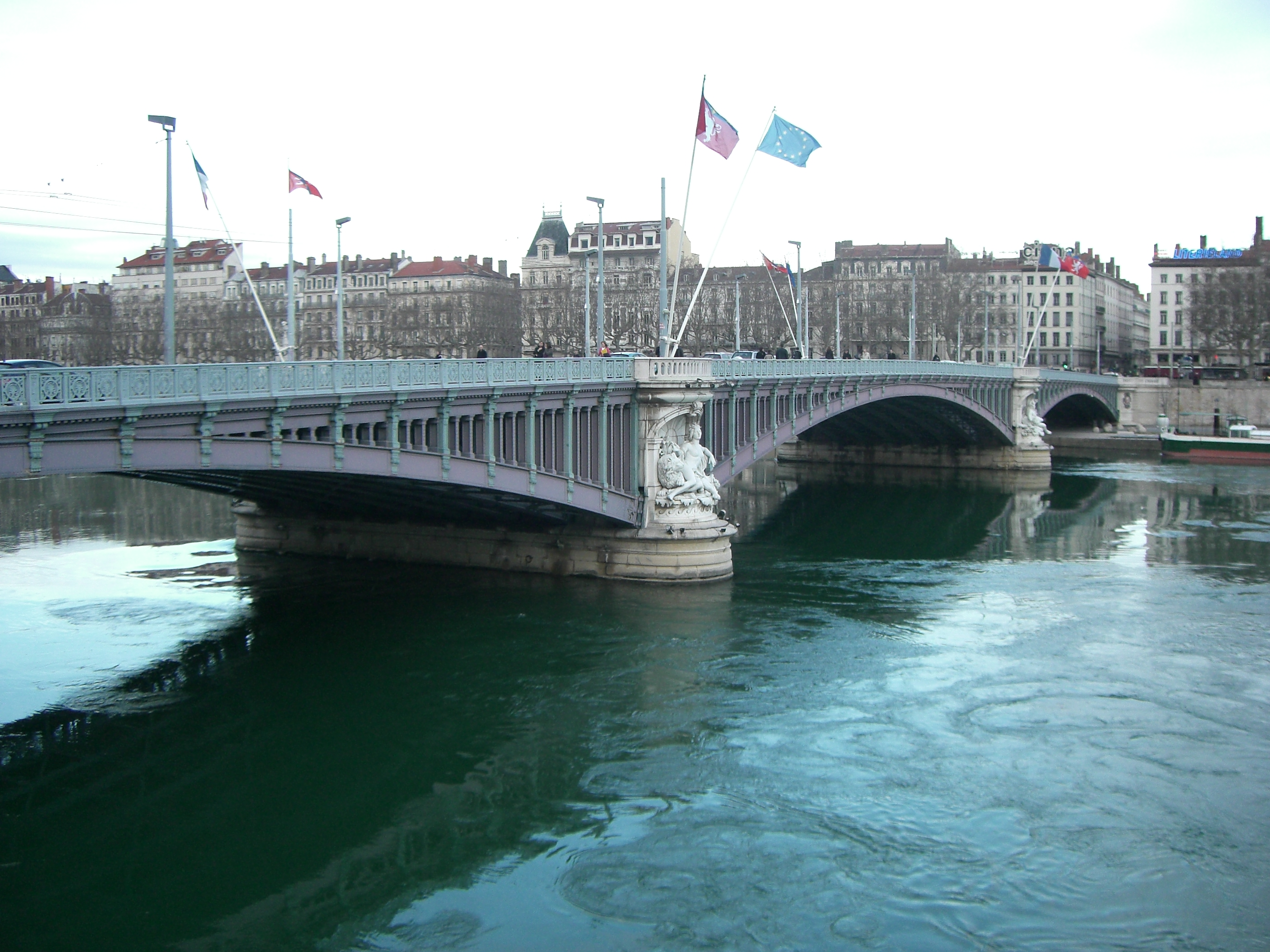
Vue depuis la rive droite
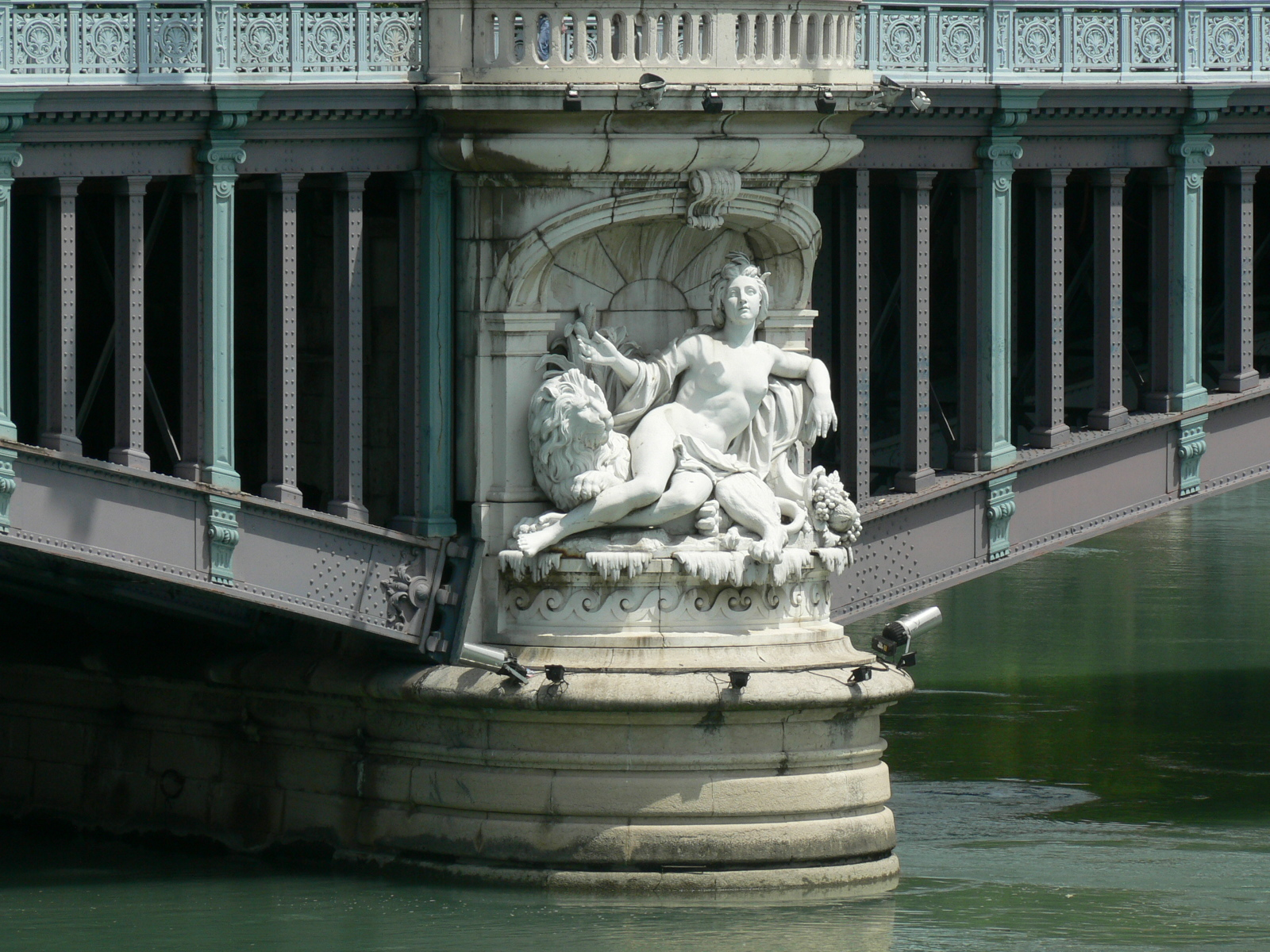
Statue d'une pile du pont

### Pont Wilson (1918)

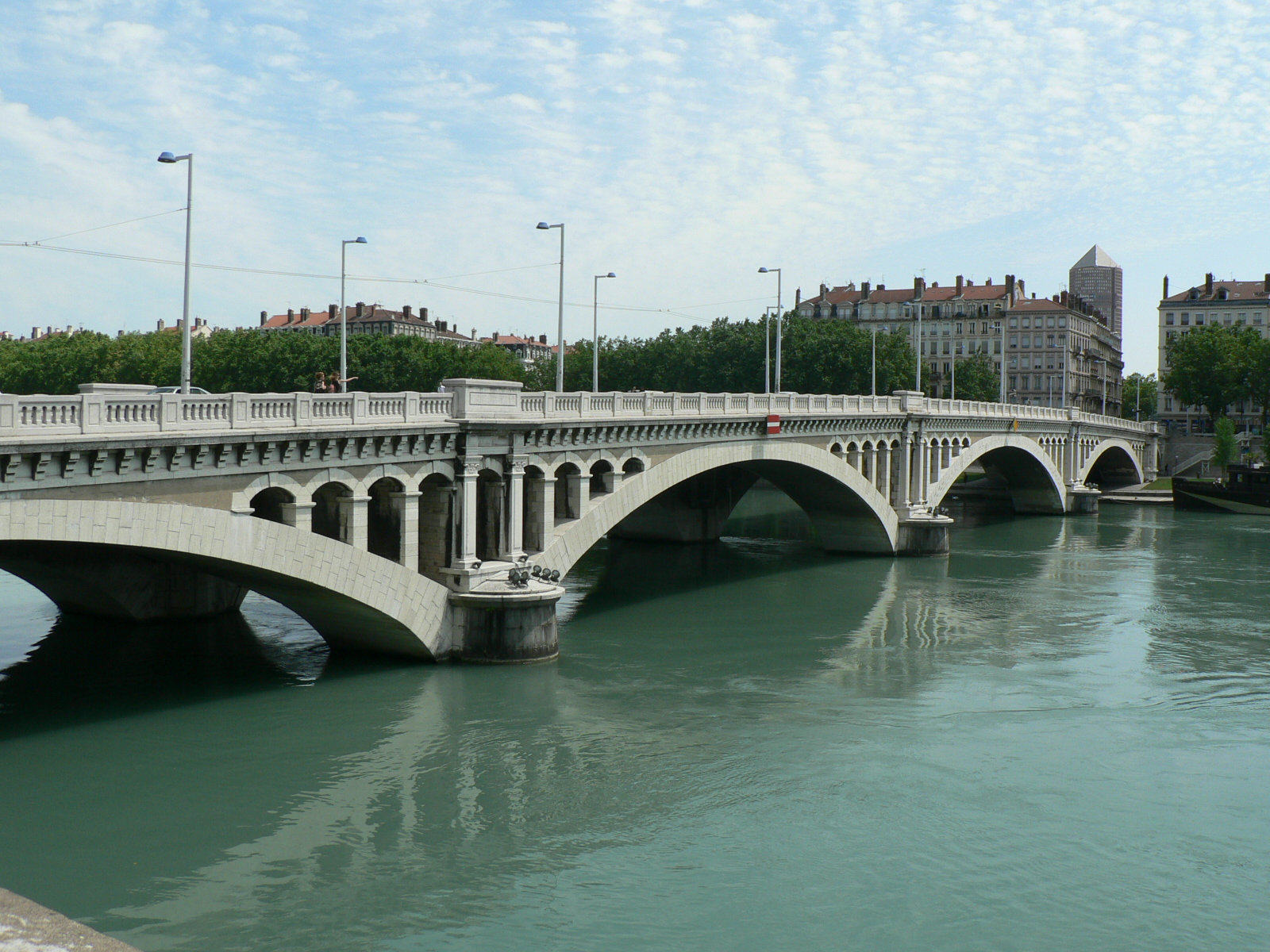
Pont Wilson.

Un premier pont, le pont de l'Hôtel-Dieu ou de l'Hôpital fut construit en 1837-1839 par l'entrepreneur Clauzel, pour le compte de la compagnie des ponts du Rhône. Ce pont suspendu, d'une longueur de 210 m, repose sur des piles en béton massif, protégé par un enrochement. 
En 1887, l'état du pont est jugé alarmant et il est finalement démoli en 1912. Il est remplacé par un pont en bois provisoire, puis par le pont Wilson inauguré le 14 juillet 1918. Le nouveau pont est beaucoup plus large que l'ancien (20 m contre 7 auparavant) ; les trottoirs passent ainsi de 1,10 m à 4,50 m. Il est à l'époque d'un structure révolutionnaire puisque doté d'un tablier en béton armé reposant sur des piles en maçonneries en pierre de la Villette. Ce pont est endommagé en septembre 1944 et rouvre définitivement en 1948.

### Pont de la Guillotière (1958)

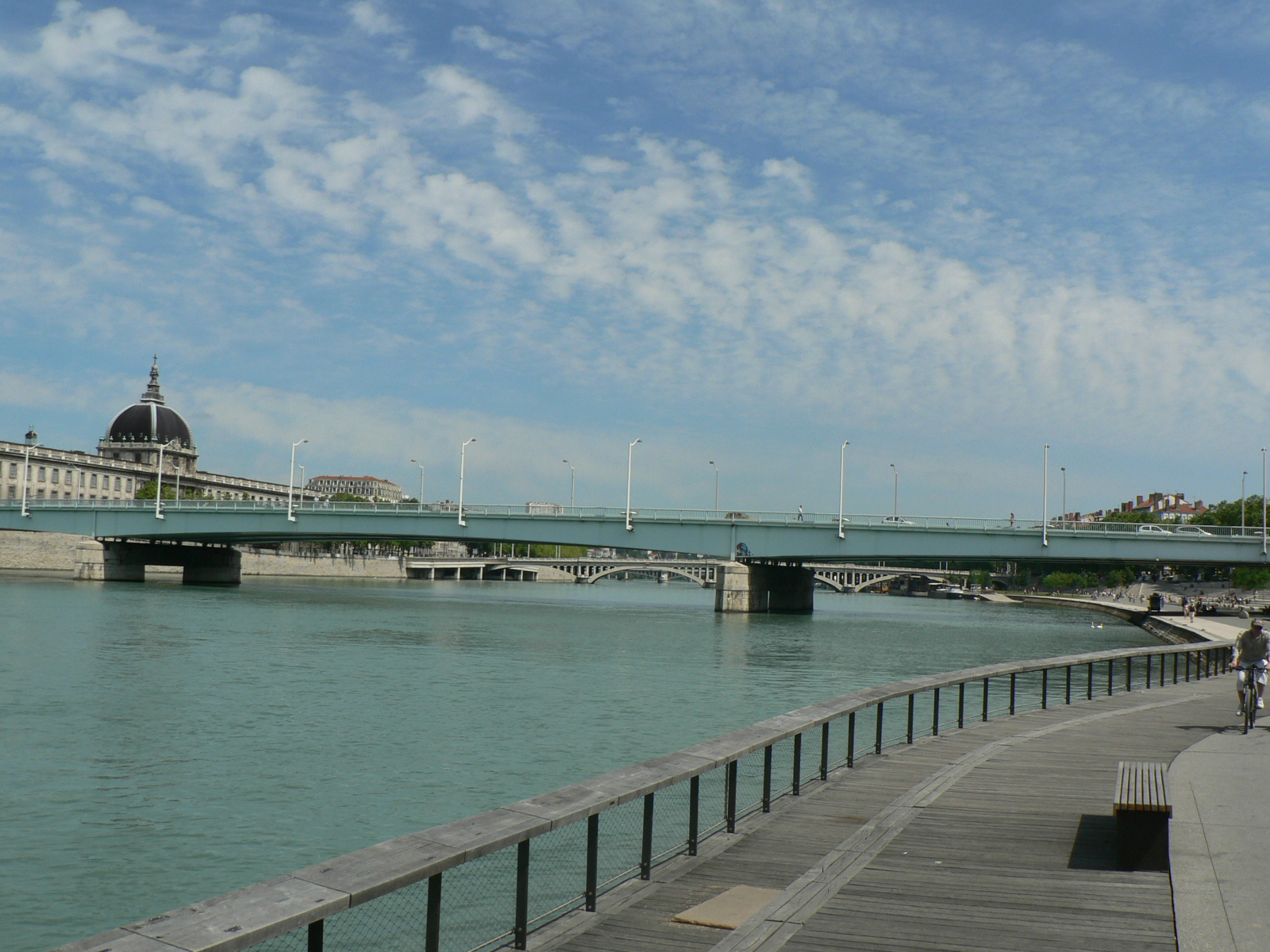
Pont de la Guillotière en 2009.

Le pont de la Guillotière, dénommé aussi autrefois pont du Rhône est le plus ancien des ponts sur le Rhône. Le pont du Moyen Âge reposait sur une forêt de pieux en chêne, qui ont compliqué le percement du tunnel du métro, dans les années 1980. Quelques arches ont été comblées sur la rive gauche, dans les années 1820. Ceci explique l'anomalie lyonnaise qui fait qu'on appelle Place du Pont (aujourd'hui place Gabriel Péri) une place qui est à une centaine de mètres du début du pont. Le pont a été détruit lors de la retraite de l'armée allemande, en septembre 1944. Il a été démoli à partir de  1952 et remplacé par un pont plus large et doté d'une structure métallique en 1958. Il permet de joindre les quartiers de la Guillotière (Lyon 3e) et Bellecour (Lyon 2e).

### Pont de l'Université (1903)

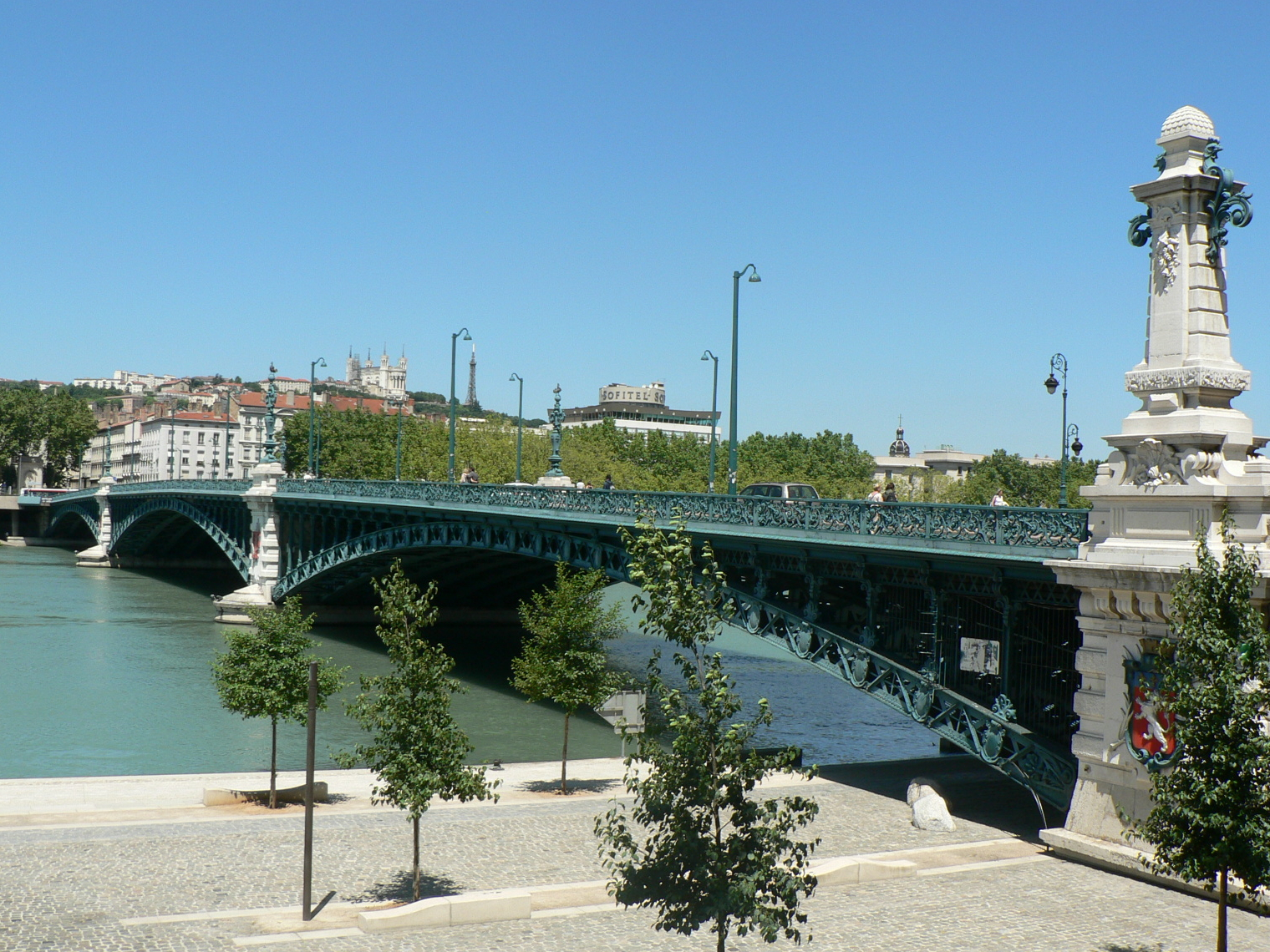
Pont de l'Université en 2009.

Ce pont fut construit à l'emplacement d'un ancien bac pour desservir les bâtiments universitaires érigés entre 1876 et 1898. Lors de son inauguration en 1903, l'ouvrage fut baptisé pont des Facultés, mais il fut rapidement renommé pont de l'Université. Endommagé en 1944, un pont provisoire en bois est mis en place, puis le pont est définitivement rouvert en 1947. Le pont, long de 267,50 m pour 20 m de large, est constitué de trois arches métalliques fondues à Longwy et reposant sur des piles en pierres de Porcieu-Amblagnieu.

### Pont Gallieni (1965)

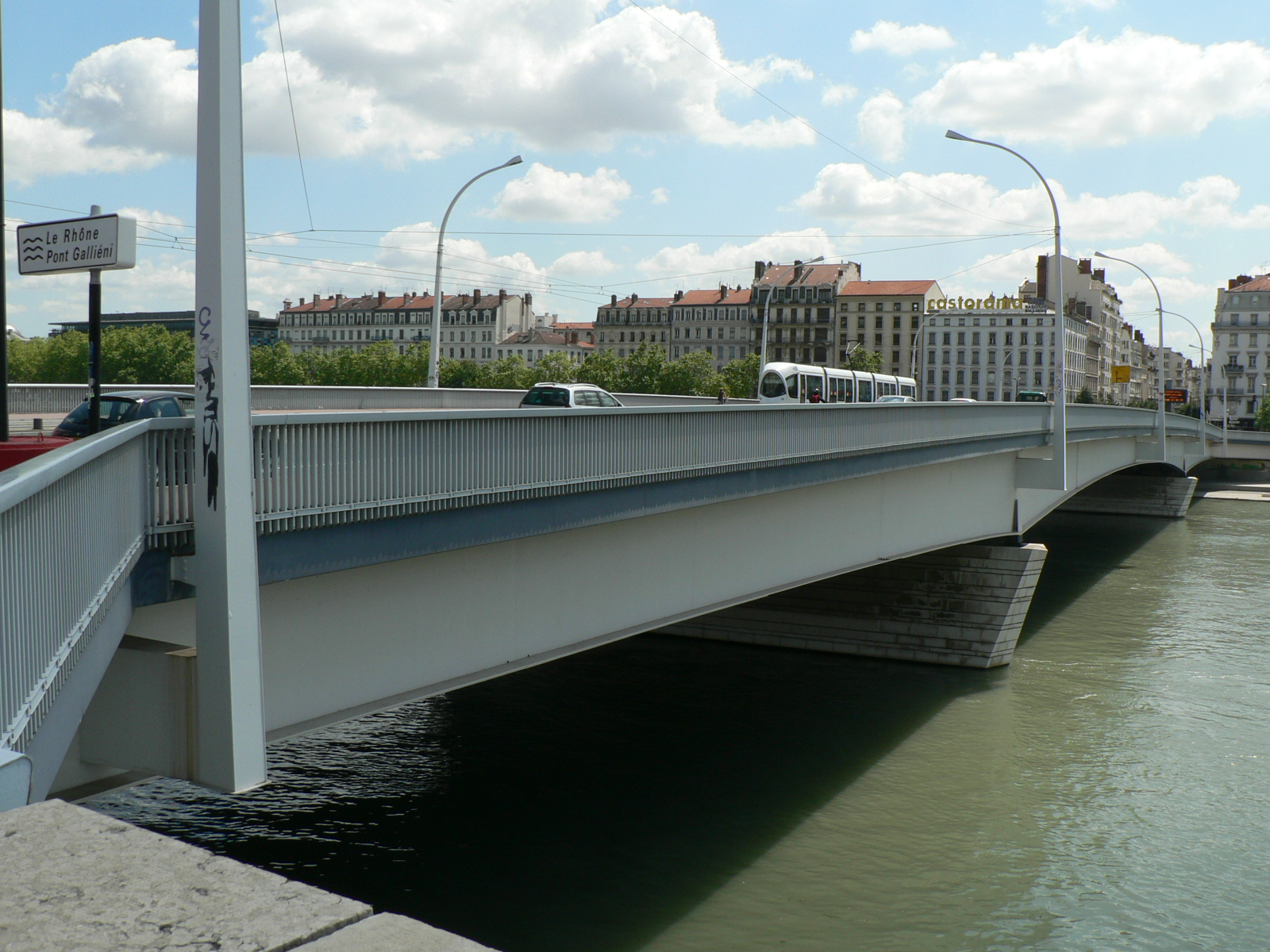
Pont Gallieni en 2008.

Un projet, esquissé dès 1830, prévoyait la construction d'un axe est-ouest, constitué de chaque côté de l'actuel cours de Verdun d'un pont sur la Saône (actuel pont Kitchener-Marchand) et de deux ponts sur le Rhône. Ces franchissements, nommés tous les deux pont Seguin, furent terminés en 1847 et ouverts au public en 1849. 
Le nouveau pont sur le Rhône est composé de deux ouvrages construits de part et d'autre de l'île Béchevelin. Le pont principal sur le Rhône est constitué de deux piles supportant une travée centrale de 60 m de long et 7,4 m de large relayée par deux travées latérales de respectivement 39 et 67 m. Il prit le nom de pont Napoléon, puis pont Séguin (1849), pont du Rhône (1852) et enfin pont du Midi vers 1871. Cette même année, la lône Béchevelin est comblée. 
Le pont principal en très mauvais état est détruit en juin 1889. Il est reconstruit entre 1889 et 1891. Comme les ponts Morand et Lafayette construits à la même époque, ce nouveau pont est constitué de trois arches métalliques. Il est large de 20 m et long de 209 m. Il est inauguré le 13 juillet 1891 sous le nom de pont du Midi, mais il est rebaptisé Gallieni le 17 juillet 1916. Il fut détruit en 1944, reconstruit, puis finalement démoli en 1962-1965 pour être remplacé par un pont en acier plus large (28,5 m), mais moins long (204,8 m), inauguré le 30 octobre 1965. Depuis 2001, le nombre de voies réservées à la circulation automobile a été réduit afin de faire passer les deux lignes de tramway T1-T2.

### Viaduc de Perrache (1856)

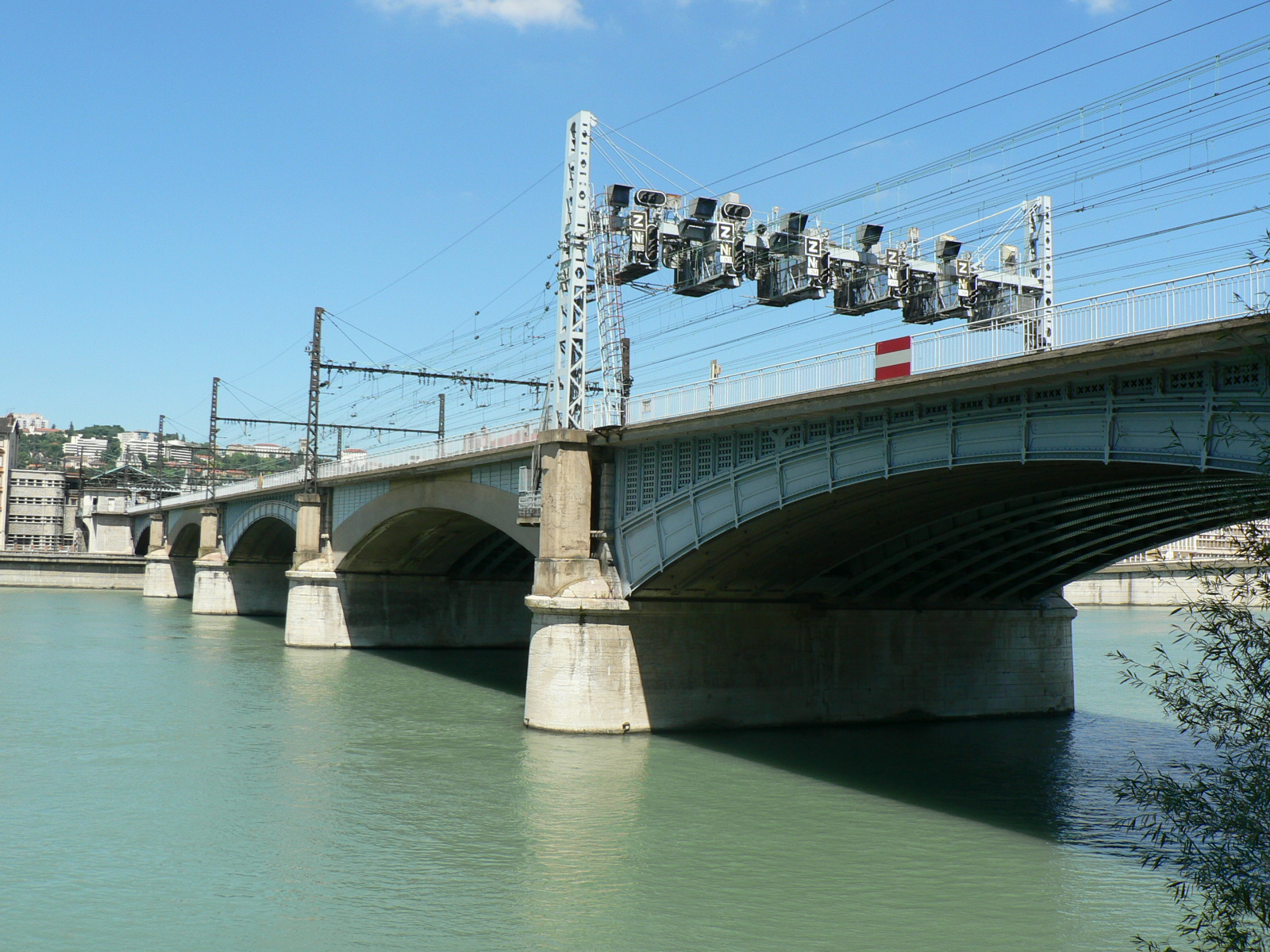
Viaduc de Perrache en 2008.

Ce pont ferroviaire est construit entre 1852 et 1856 afin de relier la gare de Perrache à la gare des Brotteaux. Il est aussi dénommé pont de la Méditerranée car il fait partie de l'artère « impériale » de la compagnie PLM.
Il fut d'abord construit sur 2 voies en même temps que l'on perçait le tunnel Saint-Irénée afin de relier la gare de Perrache à la gare de Vaise, et au-delà à la gare de Paris-Lyon.
Ses arches en fonte fabriquées à Givors reposent sur des piles assises sur des pieux selon les anciennes techniques mais refaites et renforcées plusieurs fois, particulièrement lors de son doublement en acier en 1926.  Il ne fut que peu endommagé en 1944, d'abord le 26 mai par une bombe alliée, puis par les artificiers allemands. 
Dans les premiers jours de la Libération, les Américains remblayèrent les voies restées en place pour faire passer les convois lourds; les véhicules montaient sur le pont par des rampes installées dans la gare de Perrache.

### Pont des Girondins (abandonné)
Un projet de nouveau franchissement du Rhône a été envisagé dans le cadre du projet Lyon Confluence. Il aurait permit de relier le quartier de Perrache à celui de Gerland à la hauteur de la rue des Girondins. Il a été abandonné en raison de son coût.

### Pont Pasteur (1952)

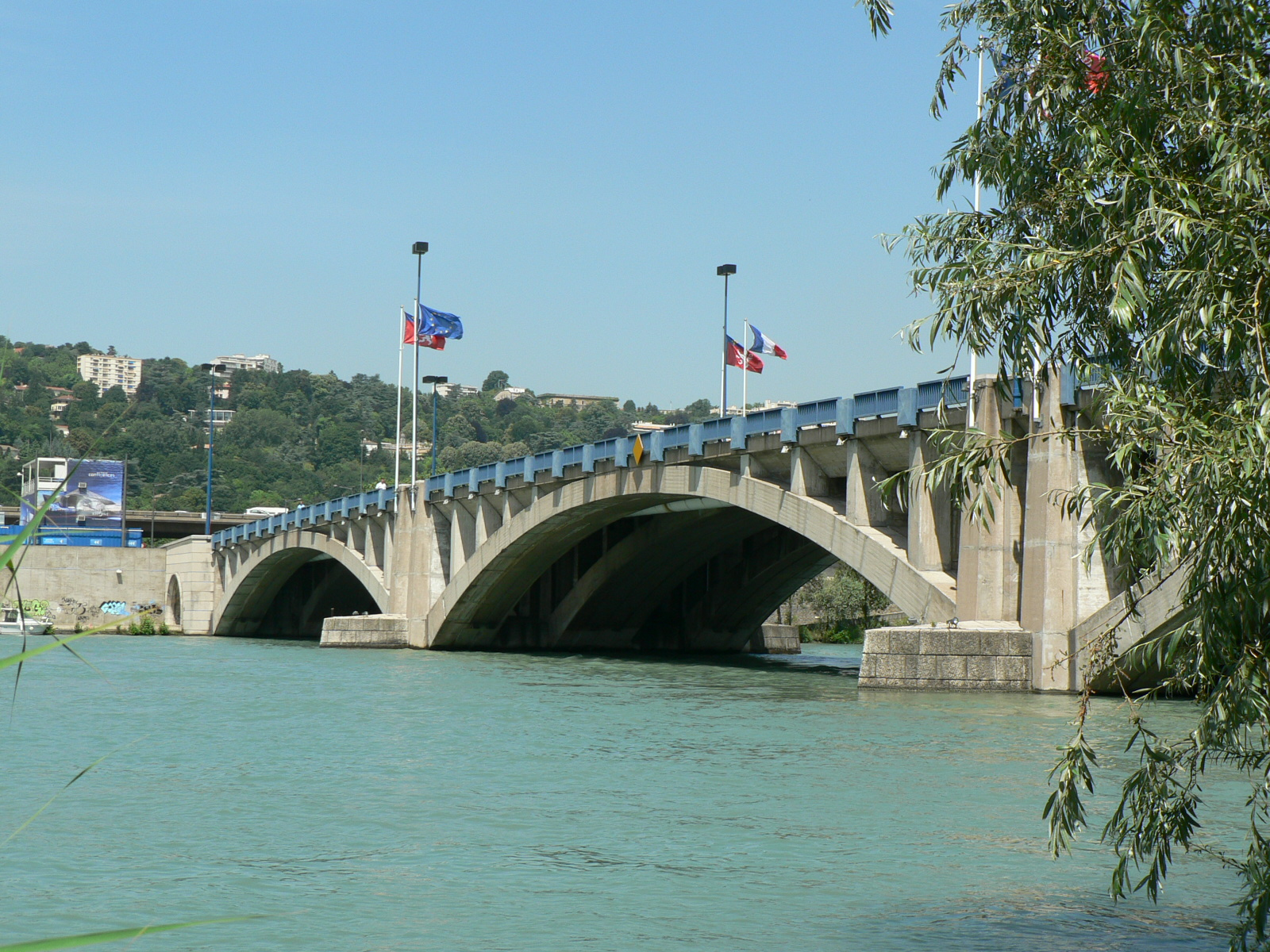
Pont Pasteur.

Un premier ouvrage provisoire, la passerelle de l’Exposition, est construit pour l’exposition universelle à Gerland en 1914.
Cette passerelle prend ensuite le nom de pont des Abattoirs (la halle Tony-Garnier). Elle est emportée par une crue en octobre 1918. Un nouveau pont à trois arches métalliques (et non en béton comme il est répété partout) est construit pour le remplacer. Il est baptisé pont Pasteur par le conseil municipal dans sa délibération du 5 mars 1923 et il est finalement inauguré le 14 juillet 1923. Long de 225 mètres, il est doté de trottoirs très larges (5,25 mètres pour une chaussée de 11 mètres).
Le pont est totalement détruit par les Allemands le 2 septembre 1944. Le pont actuel est alors construit par l’ingénieur Mogaray. Inauguré en 1952, cet ouvrage est constitué de trois arches, chacune comprenant trois arcs en béton armé, de portées 64 – 70 – 64 mètres ; il est prolongé sur les rives par des fausses culées. Il est plus large que l’ancien (plus de 18 mètres), les trottoirs étant cependant ramenés à une largeur de 3,32 mètres.

### Pont Raymond-Barre (2013)
En 2014, la ligne de tramway T1 relie le quartier de La Confluence de Montrochet, son ancien terminus, et la station de métro Debourg dans le quartier Gerland. Afin de franchir le Rhône, un nouvel ouvrage d'art, conçu par l’architecte Alain Spielmann, est construit en aval du pont Pasteur. Il est dédié aux modes doux : il peut être emprunté par les tramways, les piétons et les cyclistes. Il est long de 260 m pour 17,50 m de large. Ce pont bow-string est constitué de trois travées : une travée centrale de 150 m encadrée par deux autres de 72 m et 38 m. Les travaux ont débuté en octobre 2011 et se sont achevés en septembre 2013. Cet ouvrage, avec son architecture très moderne, marque l'entrée de Lyon car il est visible depuis la M7 tout comme le musée des Confluences.

### Passerelle Gerland - La Saulaie (projet)
En 2022, des études préalables ont été menées en vue de la création d'une nouvelle passerelle dédiée aux modes actifs entre le quartier de Gerland, en rive gauche du Rhône, et le quartier en développement de la Saulaie à Oullins, en rive droite. Ce serait le premier pont lyonnais construit après la confluence du Rhône et de la Saône.
Du 5 octobre 2022 au 15 novembre 2022, la communauté urbaine a mené une concertation avec le public sur ce projet. Le bilan de la concertation doit avoir lieu au début de 2023 ce qui permettrait de lancer la consultation de maîtrise d’œuvre au premier trimestre 2023. Après des études de conception et procédures administratives menées en 2024-2025, les travaux pourraient démarrer en 2026 pour une mise en service prévue en 2028.

## Sur la Saône

Ponts sur la rivière Saône.

### Pont de l'Île Barbe (1827)

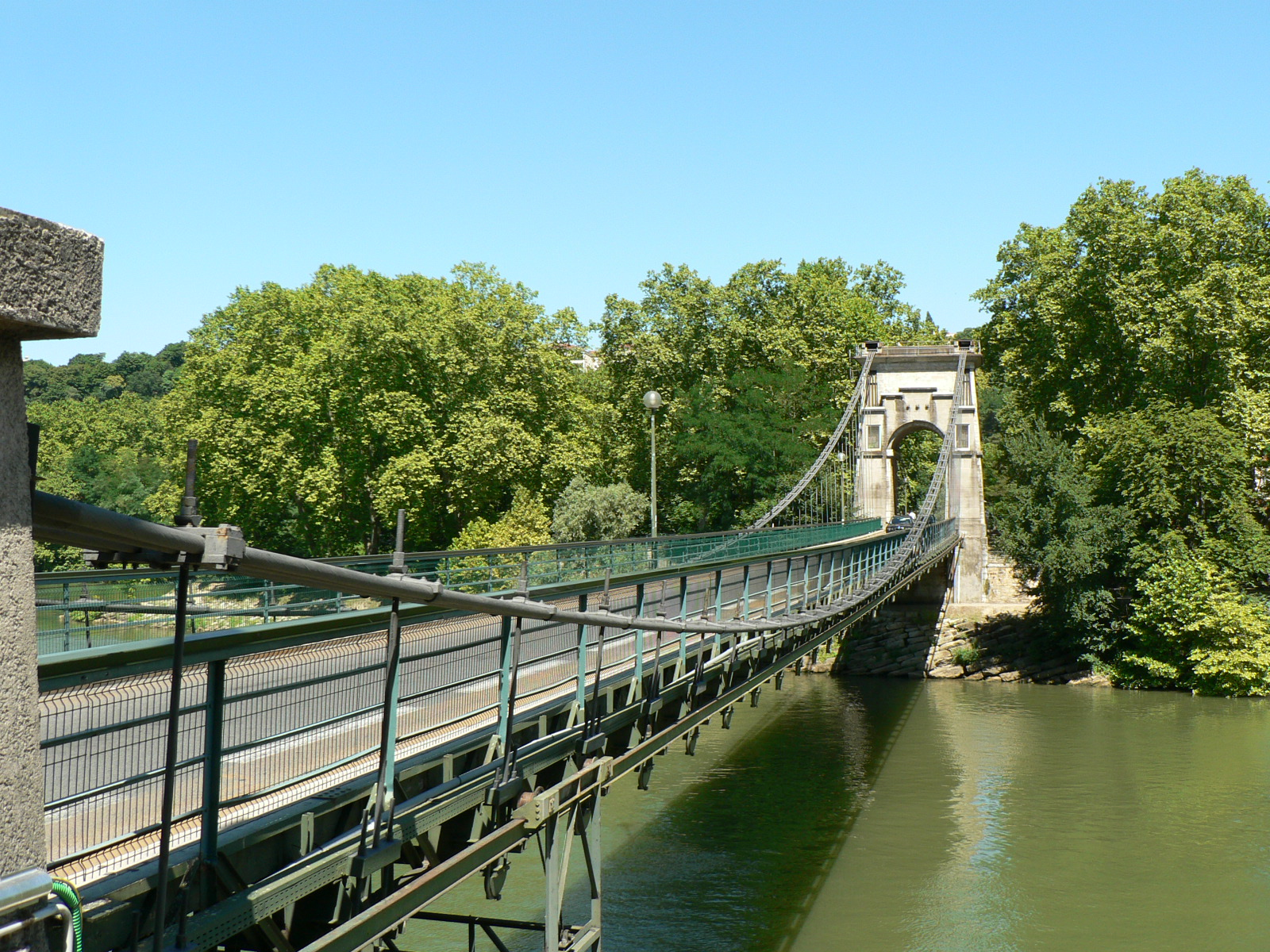
Pont de l'Île Barbe en 2008.

Le pont suspendu est construit de part et d'autre de la pointe de Île Barbe en 1827 par Marc Seguin (de surcroît un lyonnais du quartier d'Ainay). L'ancien pont en bois appelé autrefois le pont Cotton (attesté au XVIIe siècle) ne traversait que le bras côté Saint-Rambert en prolongement de la rue du Pont Cotton. 
C'est le plus ancien de Lyon encore en service. Il est suivi par la passerelle Masaryk (1831) et par la passerelle Saint-Vincent (1832).

### Pont Schuman (2014)

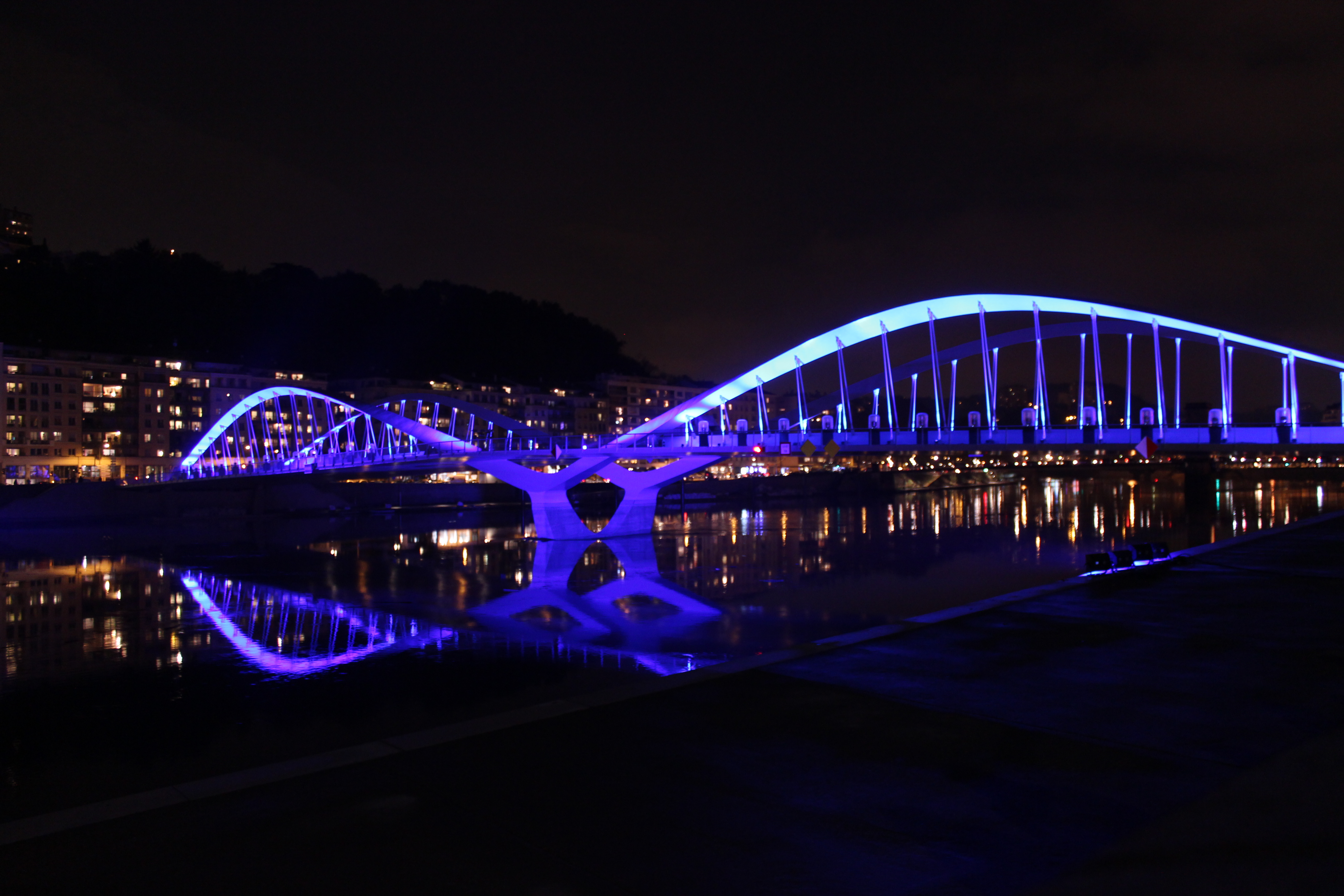
Pont Schuman.

Ce nouveau franchissement de la Saône a été inauguré le 5 novembre 2014 afin de relier le quartier de Vaise au 4e arrondissement en amont de la passerelle Masaryk, qui est désormais réservée à la circulation piétonne et cycliste. Ce pont est construit dans le prolongement de la rue de la Gare d’Eau.

### Passerelle Masaryk (1831)

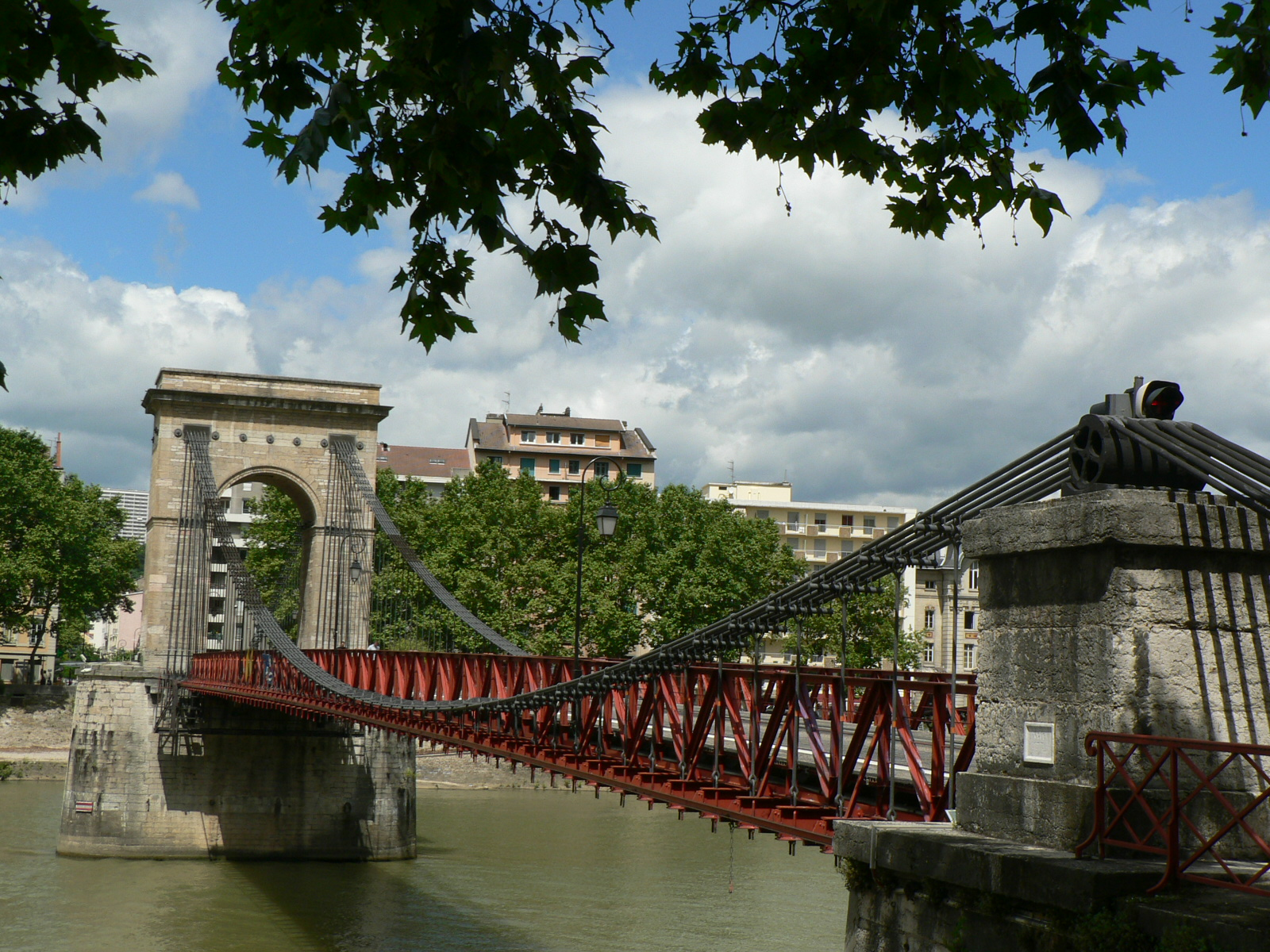
Passerelle Masaryk.

Ce pont suspendu, financé par les riverains, est ouvert au public le 17 mai 1831. Il est constitué de deux travées retenues par des haubans fixés à trois piles en pierre de Couzon, d'ouverture égale de 85,20 m ; les câbles, plusieurs fois renouvelés, supportent un tablier de 6,50 m de large, dont deux trottoirs d'un mètre.  
Il s'appelait à l'origine pont de Vaise (attesté en 1838) ou pont de la gare de Vaise (attesté en 1842) en référence à la gare d'eau en service dans ce quartier de 1830 à 1974. Son nom actuel lui a été attribué le 1er janvier 1931 en l'honneur de Tomáš Masaryk (1854-1937), fondateur de la république tchécoslovaque et ami d'Édouard Herriot. 
De construction presque identique au pont de l'Île Barbe, il fut édifié très peu de temps après lui et avec la même technique de construction. Son utilité était liée à la présence un peu en amont, sur la rive droite, de la gare d'eau créée en 1827 pour les besoins de la navigation fluviale et qui est comblée en 1966 par les déblais du tunnel de Fourvière. 
La pile centrale posa quelques problèmes de fondations car elle est basée sur des pieux de bois protégés par des enrochements que l'on doit périodiquement renforcer, mais elle a résisté depuis à toutes les crues et même aux artificiers allemands en 1944.
À la suite de l'ouverture du pont Schuman le 5 novembre 2014, le pont Masaryk est déclassé en passerelle en décembre 2014, et est désormais réservée aux seules modes doux (piétons et cyclistes).
Sa silhouette élégante n'a pas changé de physionomie depuis l'origine et c'est ainsi la plus ancienne de toutes les piles de pont de la ville. Elle est aussi un des éléments patrimoniaux de cette partie de la ville qui marque l'entrée du cœur urbain de Lyon.

### Pont Clemenceau (1952)

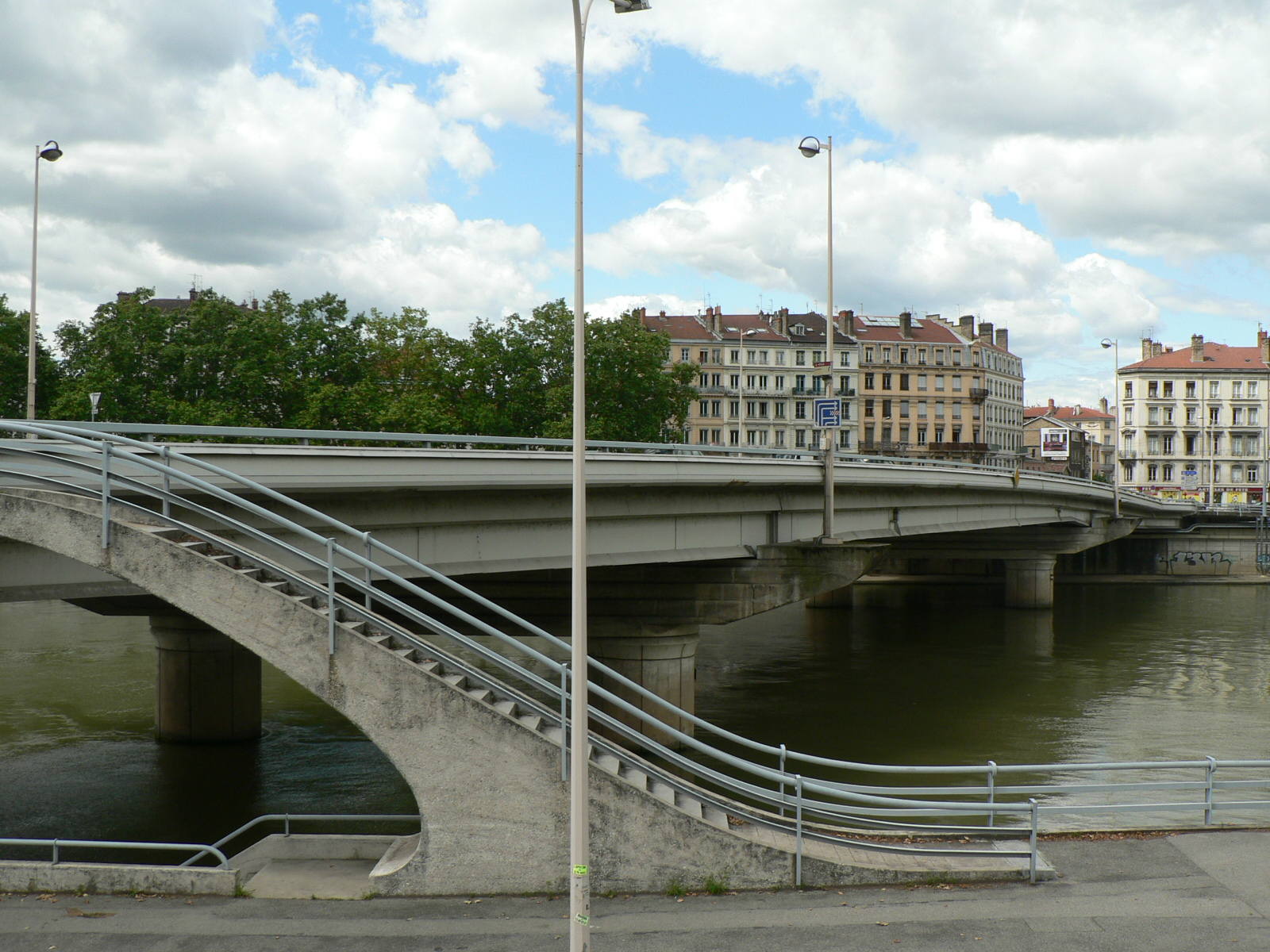
Pont Clemenceau.

En 1847, un premier pont, le pont Mouton, fut construit sur la Saône entre Vaise et Serin. Endommagé par les bombardements en 1944, il est reconstruit après la guerre. Comme le pont Vaïsse, il est détruit en 1952 et remplacé par un nouveau pont construit dans l'alignement du tunnel de la Croix-Rousse, l'actuel pont Clemenceau, artisan de la victoire de 1918, principal négociateur français du Traité de Versailles. 
Construit en acier, pratiquement plat, il est constitué de trois travées inégales (64,25 m au centre, 39,80 m sur la rive droite, 35,25 m sur la rive gauche) et sa largeur est de 25 mètres dont 18 pour la chaussée. Des trémies furent aménagées sur les deux rives, ce qui fut une première à Lyon. 
Ce pont devait constituer un axe majeur de circulation en se prolongeant par une autoroute urbaine surélevée à la hauteur du premier étage de la rue Marietton, une des fameuses LY envisagées dans les années 1950 mais elles furent rapidement abandonnées. 
Depuis la réalisation du périphérique Nord, la rue Marietton a été réduite à deux voies de circulation. C'est ce projet qui permet de comprendre la forme étrange et assez disgracieuse des piles qui se prolongent en dehors de la chaussée car elles devaient accueillir les bases de la travée supérieure.

### Pont Kœnig (1971)

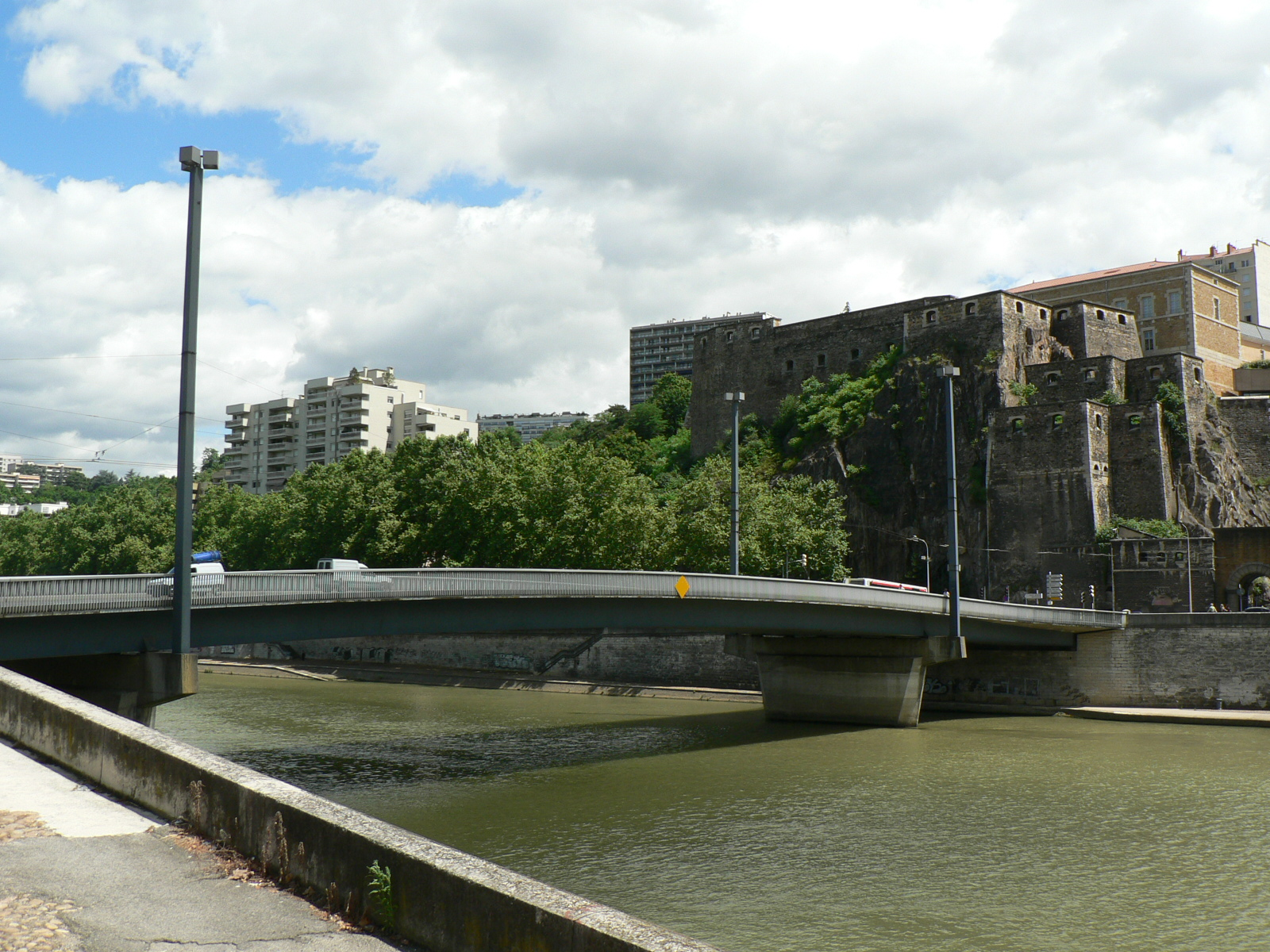
Pont Kœnig et vue du fort Saint-Jean en 2008.

Un premier pont, le pont Serin ou pont d'Halincourt (attesté en 1789) est construit par Degerando entre 1745 et 1749, pour le compte des hospices civils de Lyon, propriétaire de l'ouvrage. Le pont s'écroule en 1780 et il est remplacé par un  pont en bois, composé de sept arches, qui est emporté à son tour par une crue de la Saône le 17 janvier 1789. Il est remplacé par un nouveau pont en bois large d'un peu plus de 9 m et constitué de cinq arches, construit à partir de 1811 sous la direction de l'ingénieur Kermengan et inauguré le 2 juillet 1815. En 1844, les cintres en bois, vétustes, sont remplacés par des arches en pierre. Très peu endommagé par les Allemands, il est rapidement rouvert après la guerre. 
Incompatible avec les exigences de la circulation fluviale dans l'optique de l'aménagement de l'axe Rhin-Rhône, le Pont de Serin, à 2 voies de 3 m et 2 trottoirs étroits sur cinq arches de pierre, est retiré de la circulation automobile quelques minutes après la mise en circulation, quelques mètres à mont, par le Maire de Lyon Louis Pradel et l'ingénieur de la navigation, du Pont du Général Kœnig, à 4 voies de 3,50 m et 2 trottoirs de 2,50 m sur trois travées en acier, longueur et largeur totales 108 m et 19 m. La travée centrale du nouveau pont étant spécialement longue pour laisser le passage aux futurs convois de 3 000 t dans cette portion à forte courbure de la Saône, les 2 travées latérales sont spécialement élargies et lestées. Le tablier métallique, en une seule pièce par assemblage sur place de 9 parties arrivées par la route, est spécialement fin pour ouvrir le futur gabarit de navigation tout en évitant un rehaussement des quais qui aurait créé des cours anglaises enfermant quelque peu les riverains. L'ancien Pont de Serin a ensuite été dynamité le 14 juillet 1971 (jour d'arrêt de la navigation). Pour la petite histoire la vague créée a fait remonter à la surface des milliers de poissons morts d'une pollution de la Saône quelques jours avant et jusque-là passée relativement inaperçue.

### Pont de l'Homme de la Roche (disparu) et passerelle de l'Homme de la Roche (1989)

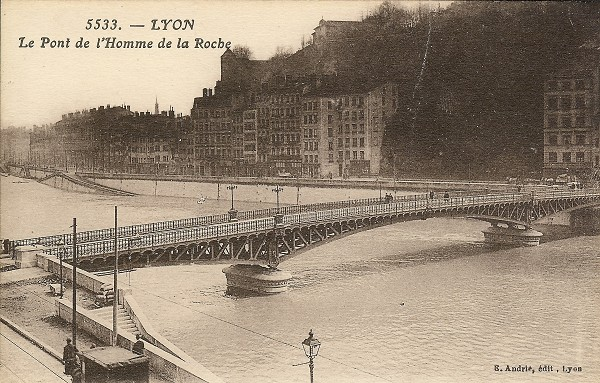
Pont de l'Homme de la Roche.

Un pont est construit en 1911-1912 entre le quai Saint-Vincent et la place de l'Homme de la Roche. Long de 97 m, ce pont est constitué d'une chaussée de 5 m et de deux trottoirs de 1,25 m. C'est un pont à trois arches du type "cantilever" conçu par l'ingénieur Ernest Fabrègue.
En 1913, après le passage de la "Guillotine", tramway reliant Lyon à Neuville-sur-Saône, le quai Saint-Vincent s'effondre depuis le pont de Serin jusqu'au pont de l'Homme de la Roche. Cet effondrement est contenu par le pont qui, ainsi comprimé, prend en plan une légère forme en zigzag et voit dérailler ses appuis à rouleaux de la culée de la rive gauche. Il ne fut jamais réparé, ce qui explique sa détérioration progressive.
Il est le seul pont sur la Saône, avec la passerelle Saint-Vincent, à ne pas être détruit le 2 septembre 1944 par les forces allemandes (chaque pont était miné sommairement à l'aide de bombes d'avion). Le pont de l'Homme de la Roche était gardé par un unique soldat muni d'un fusil mitrailleur. Au passage du dernier camion de l'armée en retraite, il devait déclencher la mise à feu et sauter dans le camion. Il pleuvait et les passants glissaient et dérangeaient les planches protégeant les cordons détonnants. Le soldat les remettaient consciencieusement en place. Le lieutenant Joseph Laval, du groupe résistant Combat était non loin et, profitant de la pluie, fit mine de refaire ses lacets et tira les cordons juste assez pour qu'ils ne déclenchent pas la mise à feu. Ce qui aida donc la 1re division française libre à entrer dans Lyon le 3 septembre 1944 pour libérer la ville.

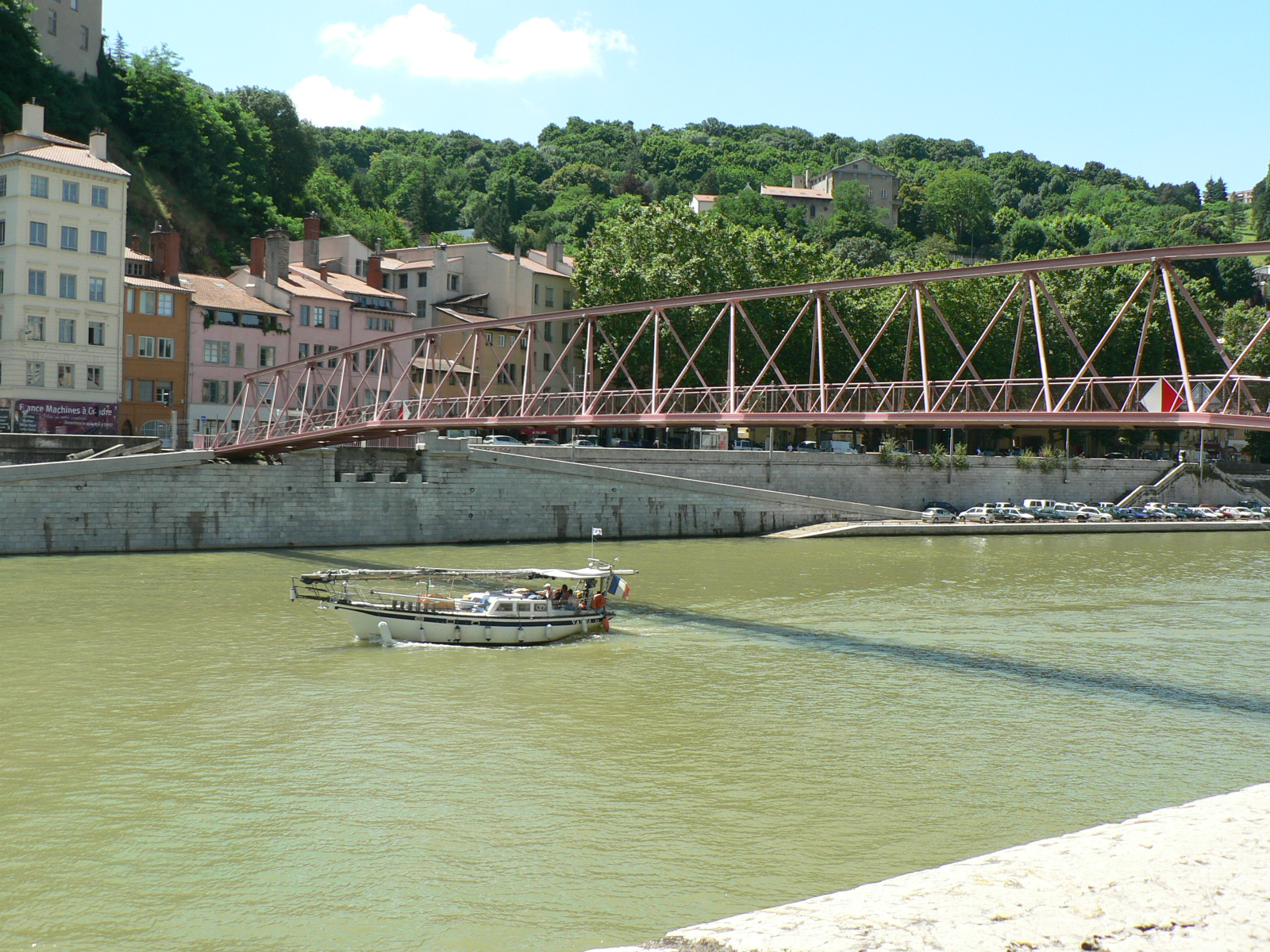
Passerelle de l'Homme de la Roche en 2008.

Comme le pont avait atteint un stade dangereux, le Grand Lyon décida de le reconstruire. Il est démoli en 1986 et remplacé, en attendant la construction du nouveau pont, par une passerelle métallique provisoire fabriquée à Villefranche-sur-Saône et acheminée par une barge. Mais ce pont ayant la particularité de joindre deux cul-de-sac, au pied d'un côté de la colline de la Croix-Rousse et de l'autre de celle de Fourvière, la reconstruction du pont est remise à plus tard et la passerelle provisoire pour piétons est toujours en place.
Gilbert Lamboley, maître d'œuvre de l'opération, a découvert lors des études géologiques pour le nouvel ouvrage que la Saône passait en fait dans une large fracture séparant Fourvière de Croix Rousse. Cela explique le coude qui incurve le cours de la rivière de sa direction nord-sud vers l'est-nord-est (l'une des directions du système de fracturation du socle cristallin).

### Passerelle Saint-Vincent (1832)

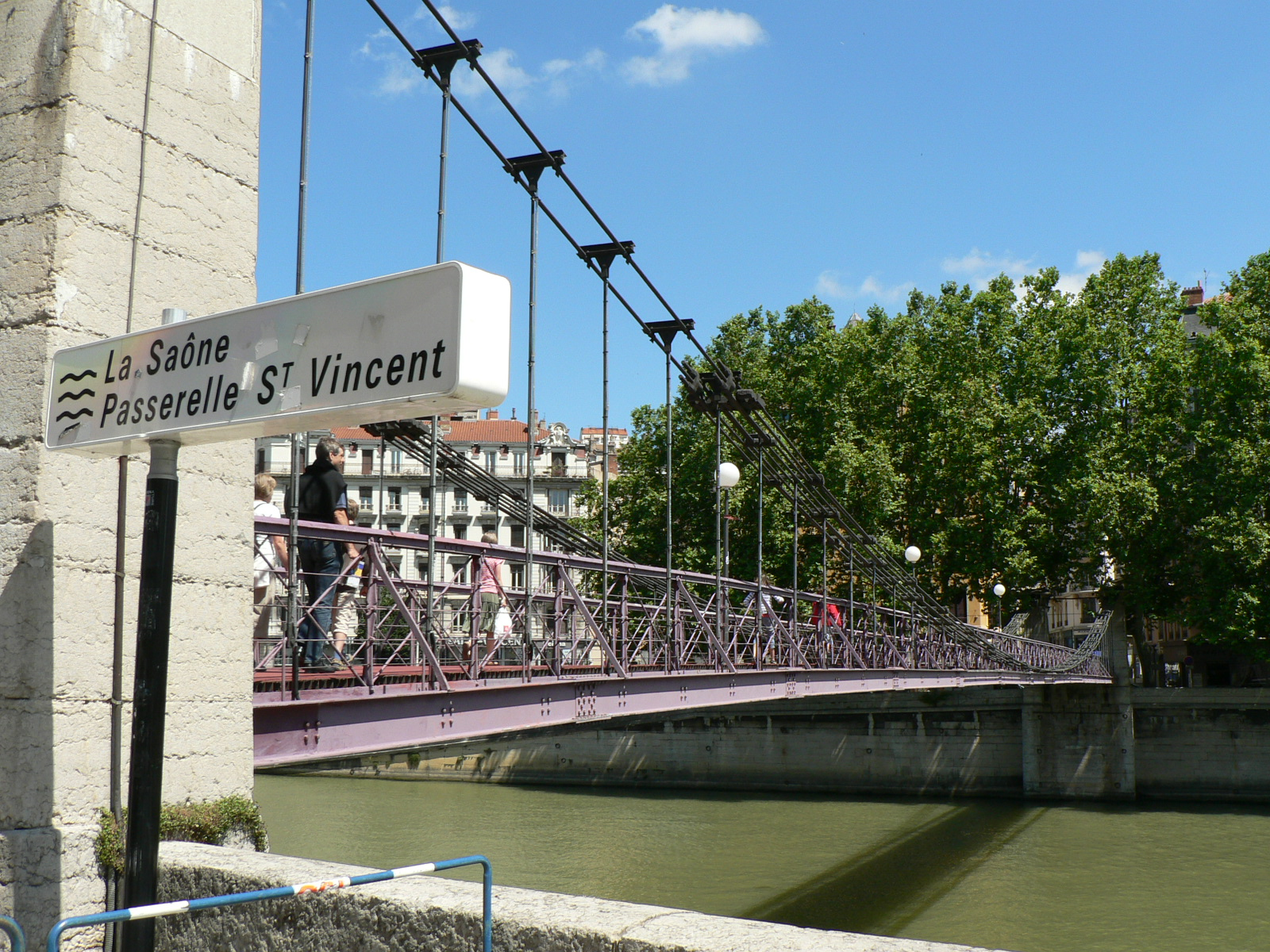
Passerelle Saint-Vincent
et les quais de Saône.

Le premier pont, construit en 1637 par l'ingénieur Jean Christophe Marie, est emporté par les glaces en 1643. Un nouveau pont le remplace en 1656, mais il connaît le même sort que son prédécesseur en 1711. Il est à nouveau remplacé en 1777 par un nouveau pont, long de moins de 80 m et large de 7 m. Dans les années 1830, un projet est élaboré afin de remplacer le pont Saint-Vincent, trop vétuste et mal placé. On propose alors de construire un nouveau pont plus en aval et de remplacer le pont Saint-Vincent par une simple passerelle. En 1827, on confie à l'entreprise Tarpin le soin de construire les deux ouvrages. La passerelle Saint-Vincent est ouverte au public à la fin de l'année 1832. En 1840, le tablier du pont est endommagé par les crues. Il est réparé et n'a pas nécessité de travaux majeurs depuis cette date. La passerelle est longue de 76,50 m et large de 2,80 m.

### Pont la Feuillée (1949)

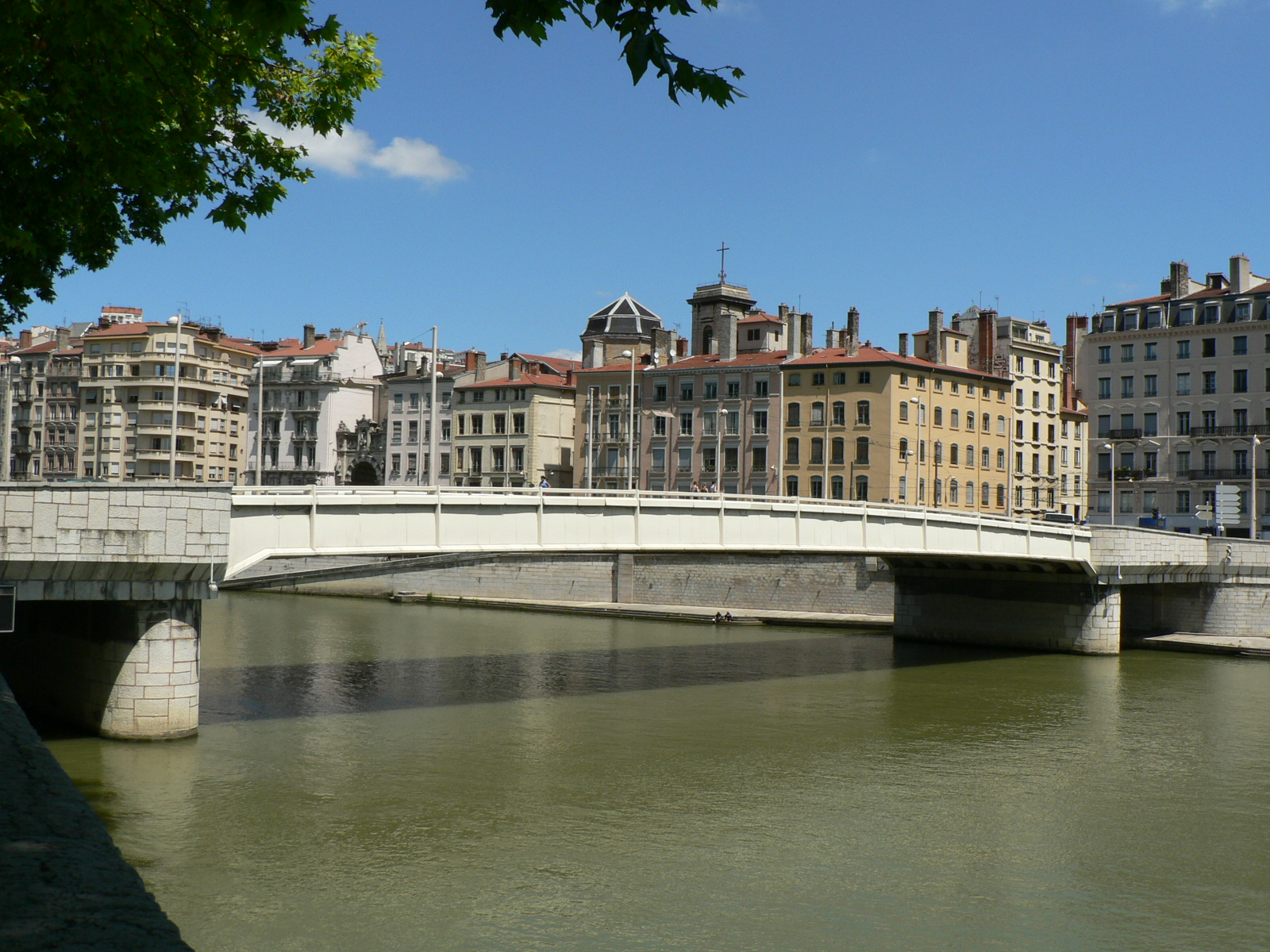
Pont la Feuillée en 2008.

Le premier pont de la Feuillée est ouvert au public le 28 septembre 1831. Large de 7 m, il est constitué d'une travée centrale de 67 m environ reposant sur deux piles situées à proximité immédiate des berges. Endommagé lors des crues en 1840, il est reconstruit et rouvert le 21 novembre 1841. En 1887, son état est jugé préoccupant, mais il faut attendre 1910 pour qu'il soit démoli. Deux ans plus tard, un nouvel ouvrage métallique avec des piles en pierres de Porcieu-Amblagnieu est construit. En 1936, une péniche heurte une pile du pont qui s'écroule, emportant avec lui des passants dont la plupart finissent noyés. Il est alors remplacé par un pont en acier à arcs multiples, totalement détruit par les Allemands en 1944. L'ingénieur Mogaray reconstruit en 1949 un pont plus large, constitué de doubles cantilevers encastrés dans les culées de rive recouvertes de pierres de taille.

### Pont du Change (disparu) et pont Maréchal-Juin (1973)

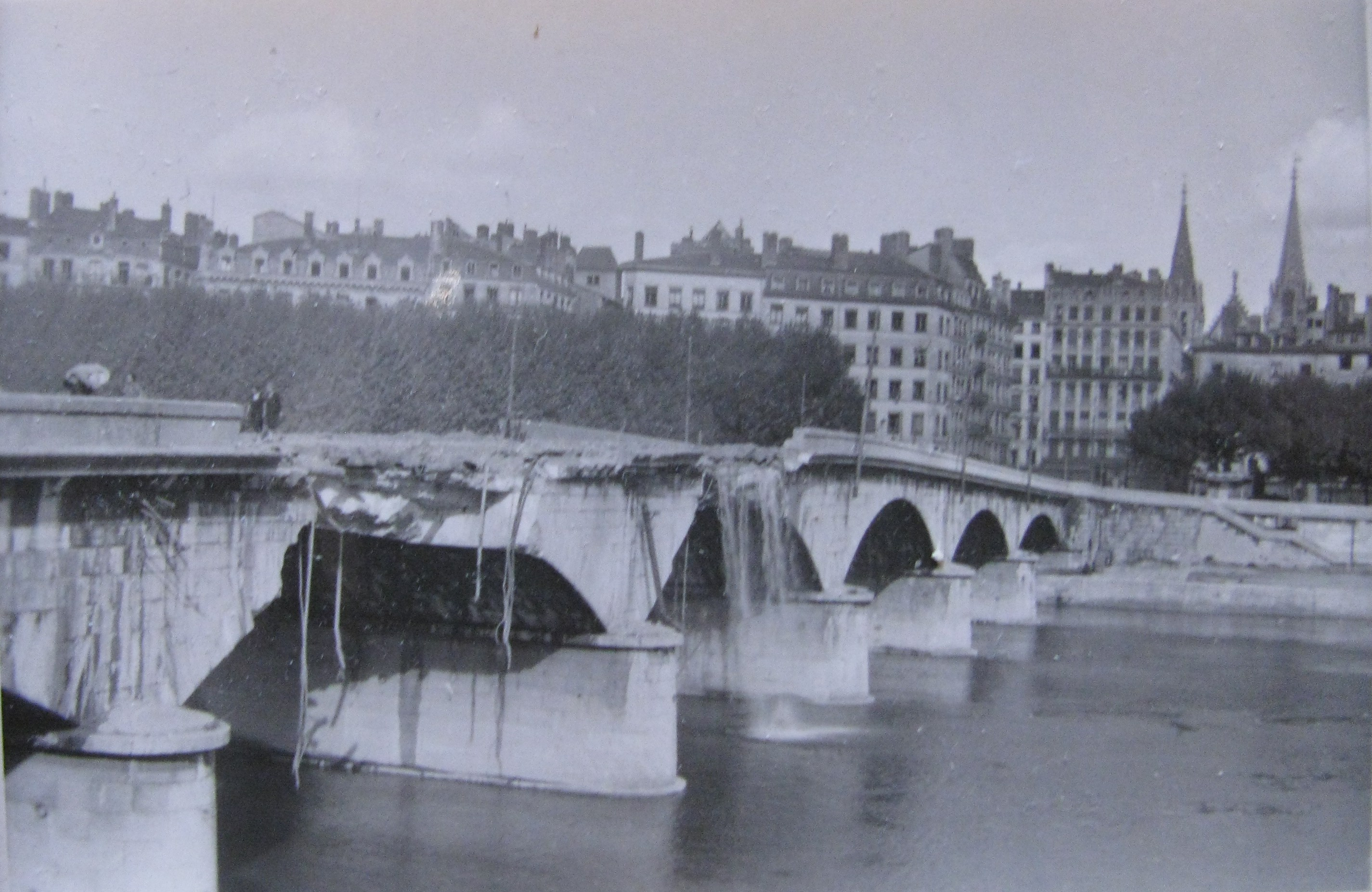
Pont du Change en 1944,
coupé par l'armée allemande.

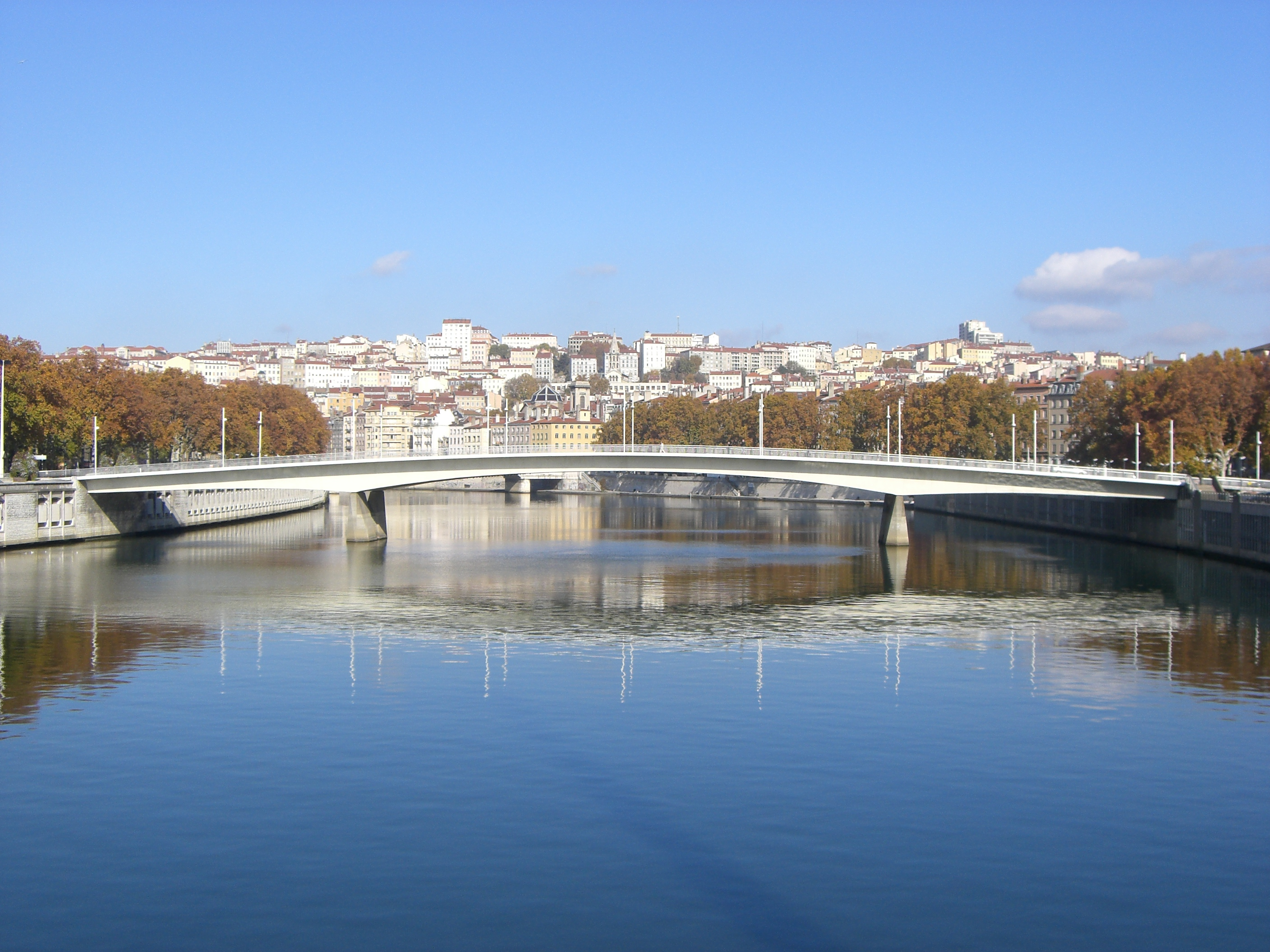
Le pont Maréchal Juin.

Le premier pont connu sur la Saône est construit vers 1070 notamment avec des pierres provenant des ruines antiques de Fourvière et de la Croix-Rousse. Consacré en 1076 par Humbert, archevêque de Lyon, il permet de relier les deux points centraux de la cité, avec d'un côté la rue Mercière et l'église Saint-Nizier, de l'autre la place du Change, au cœur du Vieux Lyon, où se tiennent les foires et les transactions commerciales. Ce pont bâti en pierre est composé de huit arches très solides car ancrées sur une base rocheuse qui barre la Saône. Située à proximité de la rive gauche, une seule arche, surnommée « l'Arche merveilleuse » (ou « arche des merveilles »), qui surmonte le rapide appelé « la mort qui trompe », permet le passage des navires. Les entrées du pont sont couvertes de maisons hautes de trois à quatre étages et abritant principalement des orfèvres. Une chapelle est érigée en son centre, remplacée au début du XIXe siècle par un édicule destiné aux pompiers. 
En 1842, le pont est démoli. Il est remplacé en 1847 par un nouveau pont bâti quelques mètres en aval et plus compatible avec les exigences de la navigation fluviale. L'année suivante, il est élargi jusqu'à 14,5 m grâce à des encorbellements. Au cours des siècles, il change plusieurs fois de nom : pont de Pierre (attesté au XIIIe siècle et vers 1810), pont de Saône (vers 1680), pont de Nemours (nom attesté en 1844 et officiellement attribué le 15 janvier 1852), pont de la Liberté (vers 1849). Finalement, c'est le nom de pont du Change, attesté dès le XIe siècle, qui s'impose définitivement. 
Incompatible avec les exigences de la circulation fluviale dans l'optique de l'aménagement à grand gabarit de l'axe Rhin-Rhône, le pont du Change est démoli en 1974 après avoir été préalablement remplacé par le nouveau pont Maréchal juin construit 200 m en aval, dans l'alignement de la rue Grenette. Le projet est dressé par le bureau d'études Gilbert Lamboley et dessiné par l'architecte Charles Delfante sous la direction de l'ingénieur Michel Merlin, et le nouveau pont est construit à partir de 1970 et inauguré le 8 décembre 1973. Long de 131,80 m, sa chaussée de 14 m de largeur est encadrée par des trottoirs de 4 m.

### Passerelle du Palais-de-Justice (1983)

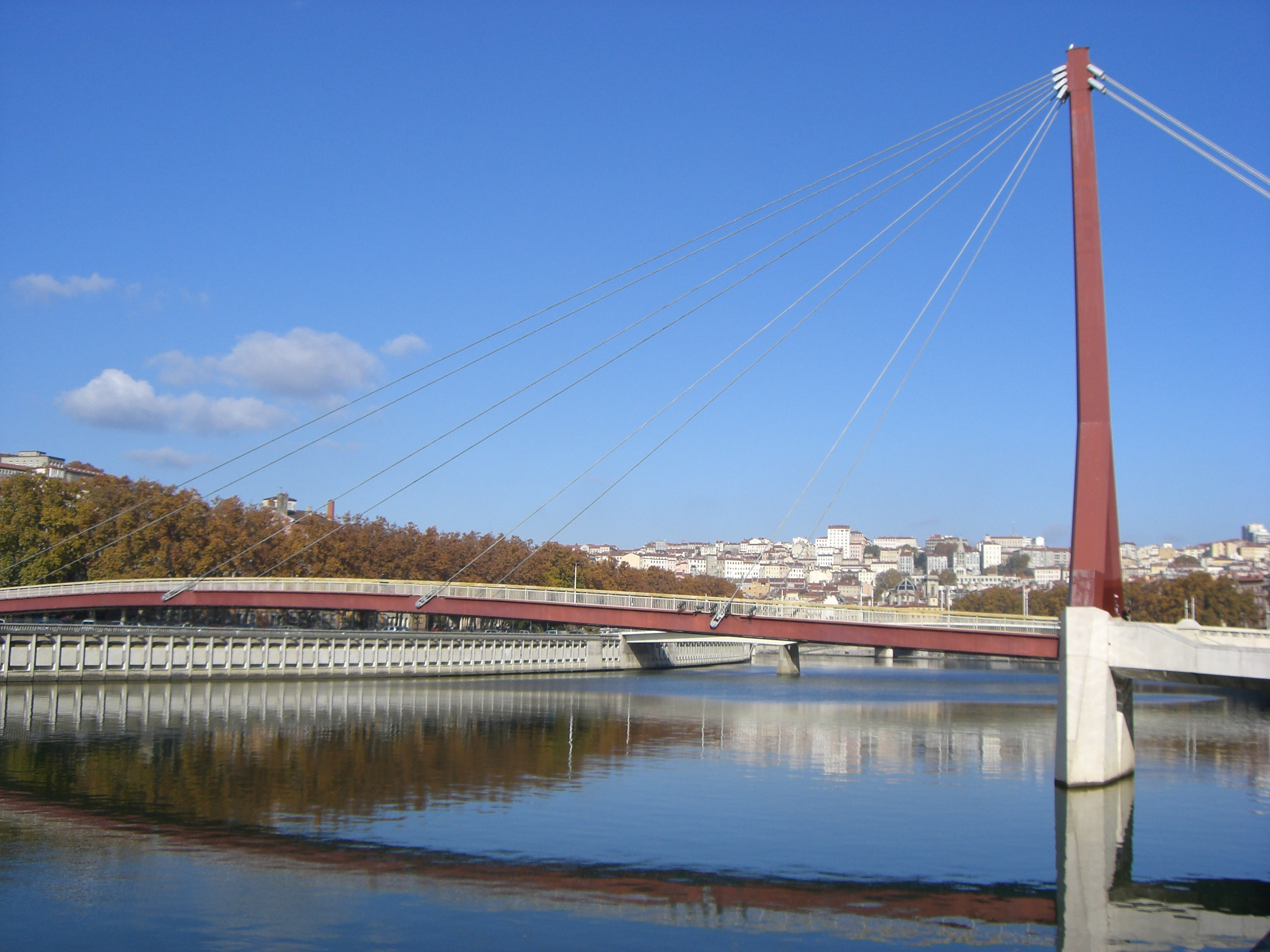
La passerelle du Palais-de-Justice,
son pylône unique et ses haubans.

Un premier pont semble avoir été établi en 1638 à cet emplacement. Constitué de dix arches, il est détruit en 1778 du fait de son délabrement avancé. Il est remplacé en 1780 par un pont constitué d'une chaîne de douze bateaux, dont deux mobiles. Nommé couramment pont Volant, il est également appelé pont de Bois ou pont des Célestins. Ce pont-volant est emporté en partie par la fonte des glaces le 18 janvier 1789, puis totalement pendant l'hiver 1795. 
Il est remplacé en 1797 par un pont de bois construit à l'initiative de Guillaume Niogret. Ce pont garde l'appellation de pont volant, mais il est également nommé le pont Neuf. Il est endommagé par les retombées d'un feu d'artifice en 1820, puis par les crues de 1824. Il est finalement détruit en 1833 et fait place à une passerelle construite par la compagnie Séguin en 1833-1834 pour desservir le Palais de Justice. L'arche centrale, d'une portée de 90 m, est détruite par les crues de 1840. Le pont, reconstruit en 1844, est composé de deux piles ancrées à proximité des berges sur lesquelles viennent s'appuyer une arche centrale de 47,70 m relayée par deux travées latérales d'environ 20 m. La largeur de la chaussée du nouveau pont est de 4 m et celle des deux trottoirs de 1 m. L'arche centrale est détruite par les forces allemandes en septembre 1944. Le pont est rouvert en janvier 1945. 
Le service de la Navigation obtient en 1968 la destruction du pont du Change et de la passerelle du Palais-de-Justice, remplacés par le pont Maréchal-Juin. En 1983 est inaugurée une nouvelle passerelle conçue par Gilbert Lamboley. Large de 4 m, sa travée de 136 m est suspendue par des haubans plantés dans un mât unique ancré sur la rive gauche de la rivière.

### Pont Bonaparte (1950)

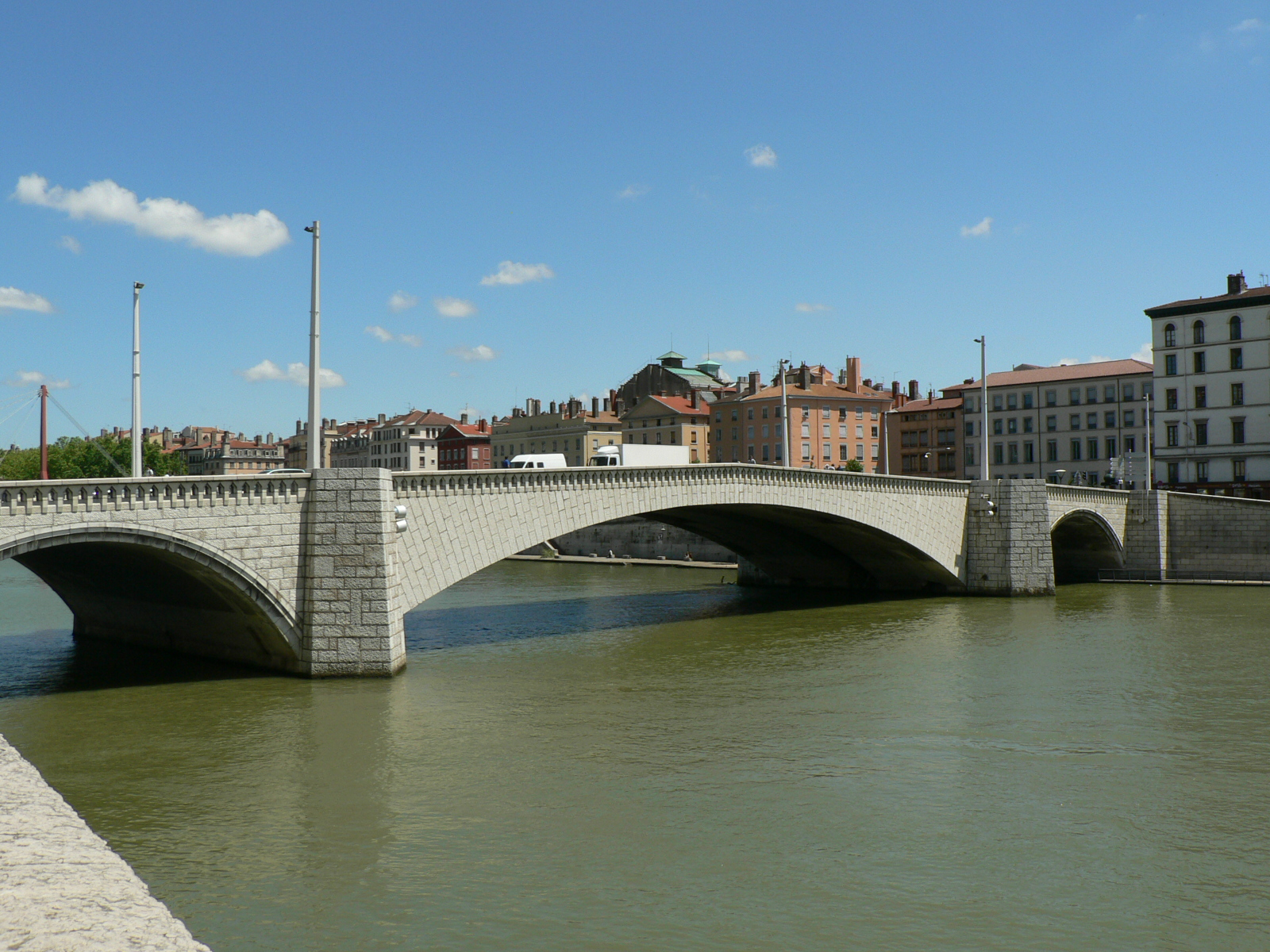
Le pont Bonaparte qui mène au Vieux Lyon.

Un premier pont en bois, le pont de l'Archevêché est construit entre 1634 et 1642 par l'ingénieur Jean Christophe Marie. 
Régulièrement victime des crues, particulièrement en 1709, le pont est reconstruit en 1732 pour être démoli 49 ans plus tard. Les travaux d'un nouveau pont, menés par intermittences, sont dirigés par l'ingénieur Carron er se terminent en 1807. Le conseil municipal baptise l'ouvrage pont Tilsit.  L'itinéraire de la "grande route de Provence" est alors dévié du pont du Change vers le pont Tilsit. 
Il est remplacé par un pont plus haut construit en 1863-1864 pour éviter les embâcles en cas de crue. 
En septembre 1944, les forces allemandes dynamitent le pont.
Trop endommagé, il est remplacé par le pont actuel construit entre 1946 et 1950. Son nom actuel lui a été attribué le 27 janvier 1964.

### Passerelle Paul-Couturier (1853)

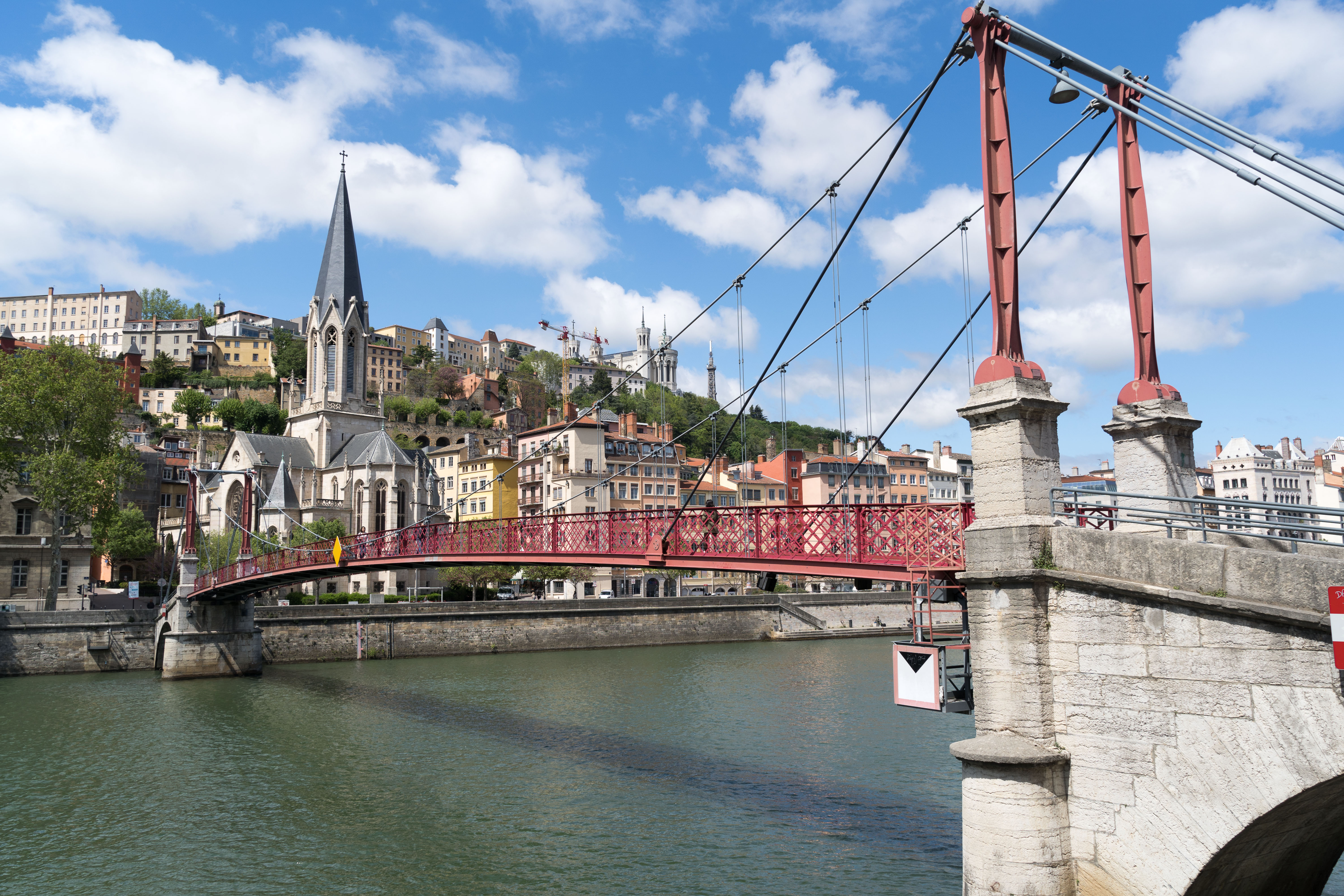
Passerelle Paul-Couturier.

Autrefois appelé passerelle Saint-Georges, cet ouvrage reliant le quartier d'Ainay à celui de Saint-Georges est ouvert au public le 21 octobre 1853. Il est constitué d'une travée de 87 m suspendue par des haubans fixés dans des mâts ancrés dans les deux piles placées à 10 m des rives. 
Détruite en 1944, la passerelle est reconstruite à l'identique. Le 17 mars 2003, elle est renommée passerelle Paul-Couturier en l'honneur de ce prêtre, né à la Guillotière le 29 juillet 1881 et décédé le 29 mars 1953, qui contribua aux échanges interconfessionnels.

### Pont d'Ainay (disparu)

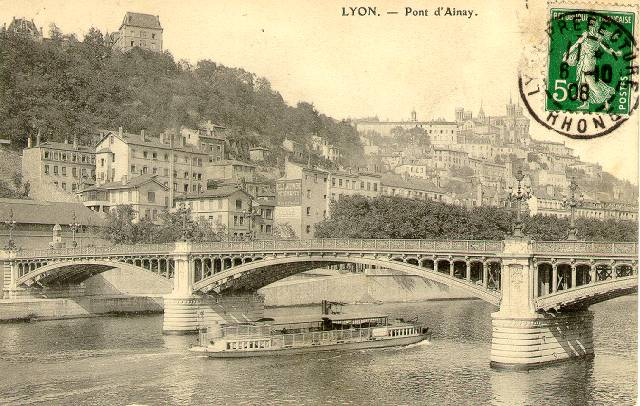
Le pont d'Ainay vers 1900.

Un premier pont en bois, construit en 1745-1749 par Degerando pour le compte des Hospices civils de Lyon, est endommagé par les crues en 1791 et surtout par le siège de Lyon en 1793. Ses restes sont vendus en 1795. 
Un nouveau pont composé de cinq arches en bois s'appuyant sur des piles en pierre, construit par l'ingénieur Latombe, ouvre le 13 octobre 1818.
Cet ouvrage est remplacé en 1898 par un nouveau pont, constitué de trois arches métalliques (119 m) reposant sur deux piles en pierre, est reconstruit . Dynamité par les Allemands le 3 septembre 1944, il n'est pas reconstruit.

### Pont Kitchener-Marchand (1959)

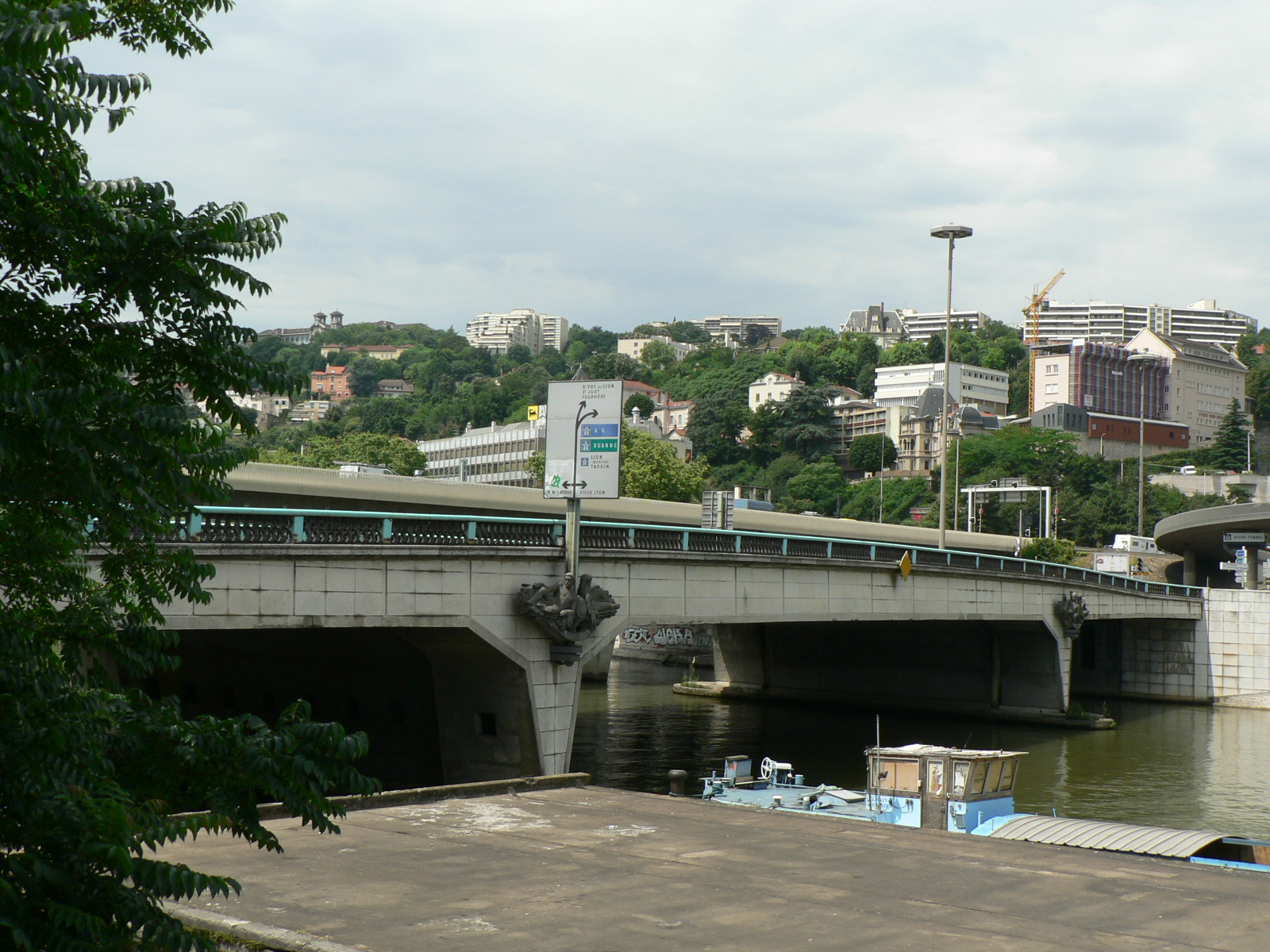
Pont Kitchener-Marchand.

Vers 1828, Monsieur Jean, Christophe, Hector Arcis de Chazournes (1784-1855) fait construire un pont de bois afin d'acheminer la terre nécessaire à l'aménagement du confluent et à l'aménagement du futur quartier de Perrache. Ce pont est détruit lors des émeutes de 1834. Il est reconstruit et à nouveau détruit cette fois par les crues de 1840. 
Un projet, esquissé dès 1830, prévoyait la construction d'un axe est-ouest, constitué de chaque côté de l'actuel cours de Verdun d'un pont sur la Saône et de deux ponts sur le Rhône (actuel pont Galliéni). Ces franchissements, nommés tous les deux pont Séguin, furent terminés en 1847 et ouverts au public en 1849, le 10 mars précisément pour le pont sur la Saône. 
Le pont est constitué d'une grande travée centrale de 128 m, accrochée à deux piles. Large de 7 m, le pont permit l'aménagement d'une chaussée de 4,80 m et deux trottoirs de 1,10 m chacun. En 1852, les ponts sont rebaptisés pont Napoléon à l'instar du cours de la République (actuel cours de Verdun) renommé en 1849. Ils deviennent ponts et cours du Midi en 1871. 
Le pont est jugé trop fragile. En 1888, l'ouvrage est renforcé par la mise en place de piliers en maçonnerie et d'un tablier rigide. Le 17 juillet 1916, le pont sur la Saône devient pont Kitchener (maréchal britannique, ministre de la guerre en 1914). Son tablier est détruit le 1er septembre 1944. Il est rouvert en 1949. Entre 1950 et 1959, un nouveau pont en béton, qui prend le nom de pont Kitchener-Marchand en 1954, est construit. Il est long de 115,80 m avec une chaussée de 15 m et deux trottoirs de 4,50 m.

### Pont sur la Saône (1971)
Ce pont autoroutier est une portion de l'autoroute française A6 (désormais route métropolitaine M6). Il a été construit entre le tunnel de Fourvière et le centre d'échanges de Perrache.

### Viaduc de la Quarantaine (1856)

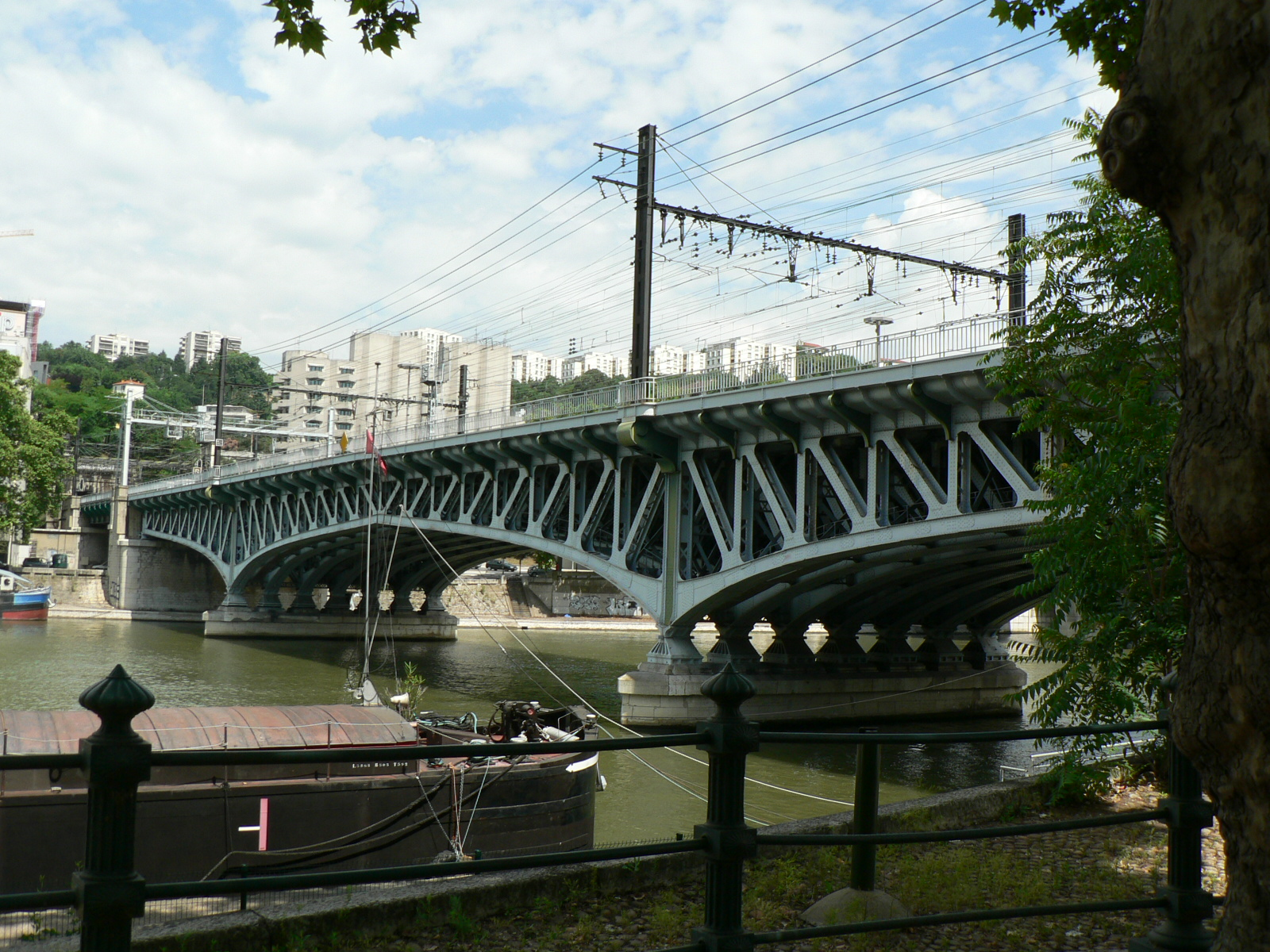
Viaduc de la Quarantaine en 2008.

Cet ouvrage ferroviaire est inclus dans cette liste des ponts de Lyon même si son nom n'est pas officiel, son histoire mérite d'être rappelée. 
Il fut commencé en 1854 en maçonnerie mais le 29 novembre de cette année, sans qu'une crue importante ait lieu, ses deux arches rive gauche basculent sans doute par manque de fondation solide et barrent la rivière. Il faut vite le remplacer pour relier la gare de Vaise à celle de Perrache alors en construction et la PLM choisit une solution simple et inesthétique : celle d'une simple poutre métallique posée sur une pile unique au milieu de la Saône, terminée dès la fin de 1856.
Au début du XXe siècle, la ville de Lyon estime que sa silhouette dépare l'entrée de la ville et demande sa reconstruction. La compagnie PLM, très réticente, finit par s'exécuter ; on bâtit alors un pont métallique, on élargit aux frais de la Ville les passages inférieurs sur les quais et on obtint la physionomie actuelle qui ne sera que peu altérée en 1944 car les artificiers allemands ne jugèrent pas utile de détruire complètement le passage.

### Ponts de la Mulatière (XXesiècle)

#### Les premiers ponts routiers
Un premier pont est construit par la compagnie Perrache entre 1776 et 1782. Officiellement baptisé pont Bellevue, il est appelé couramment pont de la Mulatière du nom du hameau qui devient commune en 1885. Moins d'un an après sa construction, ce pont est emporté par une crue le 15 janvier 1783. L'ingénieur Lallier reconstruit un nouveau pont de bois long de 250 m et constitué de onze travées. Il est ouvert par la compagnie de Perrache en 1792, mais l'année suivante il est gravement endommagé lors du siège de Lyon.

#### Les ponts mixtes rail-route
Le pont Lallier est détruit pour construire un nouveau pont supportant la circulation routière et la ligne de Saint-Étienne à Lyon. Le nouveau pont est ouvert à la circulation le 1er octobre 1830. 
Il est remplacé pour un nouveau pont construit en 1845 par Antoine Rémy Polonceau. Ce pont est rehaussé en 1858.
Au début du XXe siècle, le pont mixte est surchargé et en mauvais état. Deux nouveaux ponts sont construits, l'un réservé au transport ferroviaire (en 1916), l'autre, en remplacement du vieux pont conçu par Polonceau, à la circulation routière (en 1936).

#### Pont ferroviaire de La Mulatière (1916)

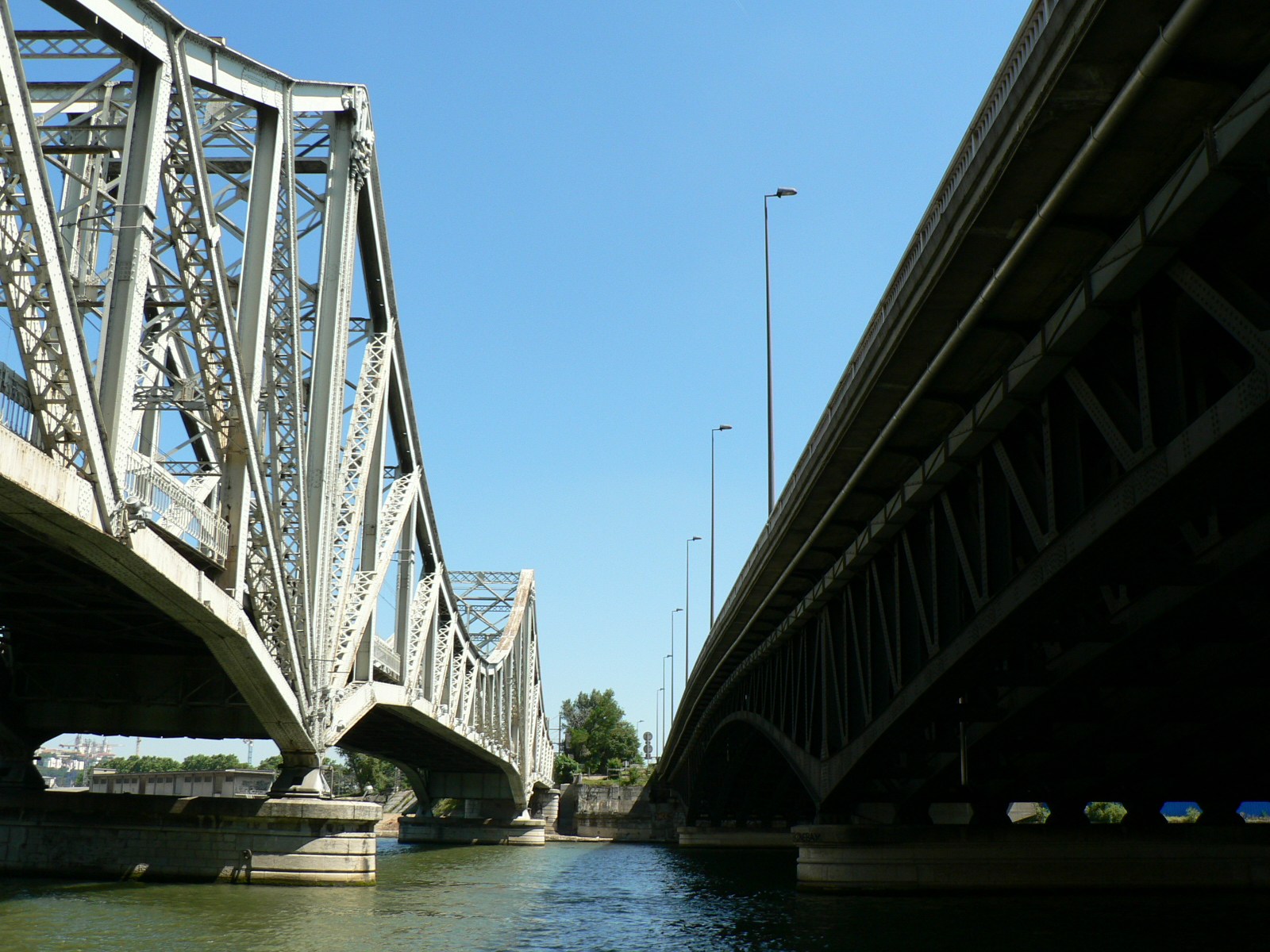
Viaducs :
le pont routier et ferroviaire en 2008.

Les travaux d'un nouveau pont à la structure entièrement métallique, dirigés par l'ingénieur Maurice Koechlin, sont lancés en 1912. Le pont est inauguré en 1916. Endommagé par un incendie en 1940, il rouvre en 1941. Dynamité en 1944, il rouvre à la circulation ferroviaire en 1946.

#### Pont routier de La Mulatière (1966-1972)
En 1916, la circulation ferroviaire est détournée sur le pont ferroviaire de la Mulatière et le pont ouvert en 1845 est réservé au trafic routier. 
En 1936, un pont métallique de type cantilever est édifié à la place de l'ancien pont. Il passe à 17 m de large. Endommagés en septembre 1944, le pont est opérationnel à partir de 1946. 
En 1960-1972, le quai Perrache est transformé en autoroute (A7). Le pont est reconstruit en acier coffré de béton précontraint en 1966. En 1972, un nouveau pont est accolé à l'ancien, formant un ensemble de 38 m de large pour 182,31 m de long.